# Haus Stockum (Werne)
Haus Stockum ist die gemeinsame Bezeichnung für zwei ehemalige Burganlagen, die in unmittelbarer Nachbarschaft zueinander lagen, jedoch auf unterschiedlichen Seiten der Lippe. Auf der Nordseite lag ein Oberhof, der später zu einer jüngeren Burg ausgebaut wurde, die man in der Regel Burg Stockum nennt. Er befand sich im heute zu Werne gehörenden Stadtteil Stockum. Auf der Südseite befand sich die ältere Burganlage, die heute Burg Hugenpoth genannt wird; ihr Burgplatz liegt heute auf dem Gebiet der ehemaligen Gemeinde Sandbochum, Teil des Stadtbezirks Hamm-Herringen der Stadt Hamm. Von beiden Burganlagen sind heute nur noch Reste im Boden erhalten. Da man sich von Grabungen Erkenntnisse über die Burganlagen und ihrer Bewohner erhofft, wurden die Standorte der beiden Burgen zum Bodendenkmal erklärt. Die Burganlagen sind durch mehrere Hände gegangen. Ihre wohl bedeutendsten Besitzer sind die Mitglieder der Familie de Hüvele (von Hövel).

## Abgrenzung
Haus Stockum in Werne sollte nicht mit gleichnamigen Besitzungen in Schöppingen, Münster-Vennheide oder Willich bei Viersen verwechselt werden.

## Geschichte
Die beiden Burganlagen stehen in Zusammenhang mit dem aus königlichem Besitz stammenden Herforder Besitzkomplex. Dabei muss unterschieden werden zwischen dem seit 858 bekannten Oberhof und einer jüngeren Burg (Burg Stockum), beide auf der Nordseite der Lippe gelegen, und der auf der Südseite der Lippe gelegenen älteren Burg (Burg Hugenpoth), die einst Sitz des Klostervogtes war. Diese Burg wird anlässlich der Errichtung einer Burgkapelle im Jahre 1307 (alternative Angabe: 1357) erstmals genannt. Die Kapelle diente bis Ende des 14. Jahrhunderts den Bewohnern der Pfarrei Stockum als Pfarrkirche, gehörte selbst aber zur Pfarrei Herringen.

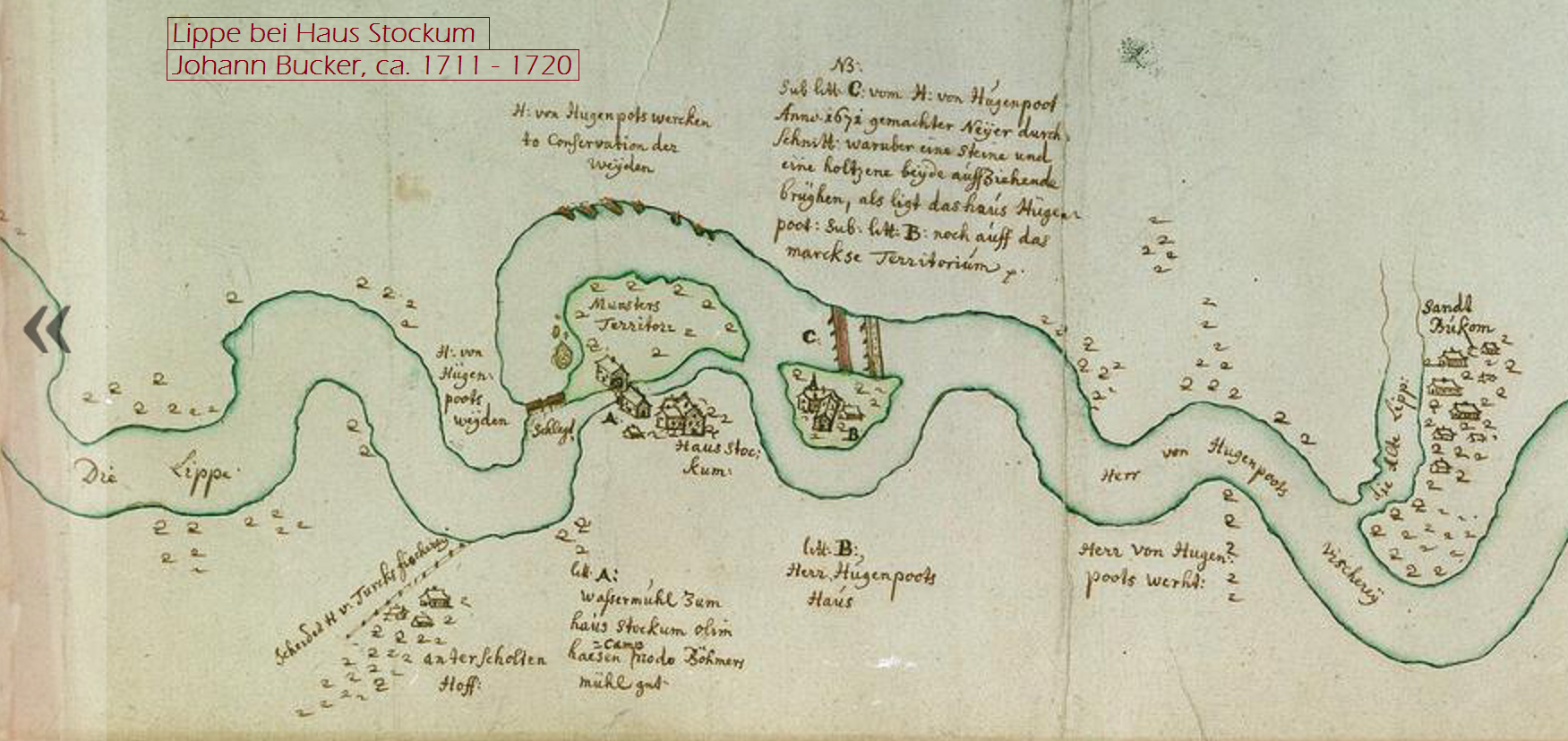
Karte von Johann Bucker, nach 1710 – die Lippe im Bereich der Häuser Stockum und Hugenpoth / Staatsarchiv Münster

Etwa um das Jahr 1710 fertigte der Kartograph Johann Bucker eine Zeichnung des Uferbereiches der Lippe im Einzugsbereich der beiden historischen Gebäude an.

### Amtshof Stockum
Über den Ursprung der Adelssitze in Stockum berichtet Schwieters Folgendes: Karl der Große benutzte die eroberten Domainen (Güter) der Sachsen, um seine Diener zu belohnen und die Klöster zu beschenken. So auch sein Enkel Ludwig II. der Deutsche: Er schenkte im Jahre 858 der Äbtissin des Nonnenklosters Herford ein großes Besitztum zu Stockheim (Stockum) als Tafelgut. Dies geschah, um den Unterhalt des Klosters zu sichern.
Stockum, früher Stockheim oder Stockhem geschrieben, lag an der Lippe im Kirchspiel Werne und umfasste den Haupthof gleichen Namens. Zu dem Besitz gehörten Unterhöfe im Drein- und Brukterergau, also zu beiden Seiten der Lippe, insgesamt dreißig Bauernhöfe und sechzig leibeigene Familien, darunter Schürkmann und Kros im Kirchspiel Herbern. Auf dem Besitztum, namentlich dem Haupt- oder Amt-Hofe, lagen ein Amtshaus und ein Oberhof, der später zur Burg ausgebaut wurde. Es hatte höhere und niedere Gerichtsbarkeit, Blutbann, Bierzwang, Akzise. Der Hof hatte eigene Rechte und Gewohnheiten, die in einem 1370 geschriebenen Hofrecht aufgezeichnet wurden.
Wie alle Amtshöfe wurde auch Stockum von einem von der Äbtissin eingesetzten Schulzen (Schultheißen) verwaltet. Er gehörte meist dem Ritterstande an, wenn nicht, konnte er doch oft diese Würde später erreichen. Der Schultheiß zog die Abgaben von den Unterhöfen ein, und auch die niedere Gerichtsbarkeit war ihm anvertraut. Der Schultheiß sorgte für den Weintransport von den rheinischen Besitzungen des Klosters zum Stift Herford. Die Äbtissin beanspruchte auf ihren Visitationsreisen drei Tage Lang Kost und Logis für sich und ihr umfangreiches Gefolge; bis zu 64 Pferde mussten in dieser Zeit versorgt werden.
Der Bezirk eines Amtshofes wurde Beifange genannt. Die Beifänge nahmen eine öffentlich-rechtliche Sonderstellung ein. Zwar wurde die Landeshoheit formell anerkannt, jedoch waren die von ihnen in Anspruch genommenen Gerechtsamen manchmal so weitreichend, dass die Herren der Beifänge faktisch die Inhaber der landesherrlichen Gewalt waren.
So hatten die Herren zu Stockum die höhere und niedere Gerichtsbarkeit (über die Bauerschaften Stockum, Horst und Wessel), den Blutbann, den Bierzwang und die Akzise in ihrem Bezirk, zu dem die Bauerschaften Stockum, Horst und Wessel gehörten. Sie richteten über Verbrechen und Streitigkeiten; der Blutbann gab ihnen das Recht über Leben und Tod (wegen Hexerei wurden hier verschiedentlich Leute zum Tode verurteilt und durch das Feuer hingerichtet). Der Bierzwang bestimmte, dass die Höfe ihr Bier nur vom Amtshofe beziehen konnten. In den Beifang eingeführte Waren, wie Wein und Lebensmittel, wurden mit einer Abgabe belegt, die Akzise genannt wurde. Akzisen hießen auch die Gebühren, die die Bäcker und Krämer für die Ausübung ihres Gewerbes bezahlen mussten. Weiterhin hatte der Amtshof das Recht, die Maße und Gewichte zu kontrollieren. Von jeher hatte der Schultheiß auch das Jagd- und Fischereirecht sowie das Amt des Markenrichters im Beifang.
Eine wichtige Gerechtsame bildete auch das Schutzrecht über die Bewohner dieses Gebietes. Der adelige Schultheiß bekam schon bald die Erlaubnis, seinen Amtssitz oder einen geeigneten Platz durch Errichtung einer Burg zu befestigen. In Fehdezeiten hing die Sicherheit der Bauern von einem solchen festen Platze ab. Sie retteten sich mit ihrem Vieh und ihrer besten Habe dorthin, deshalb war ihnen an der Erhaltung der Wehrhaftigkeit der Burg viel gelegen. Aus diesen Verhältnissen entstand die Verpflichtung zum Wachdienst, zur Ausbesserung der Gräben und zum Eisen, d. h. Zerschlagen der Eisdecke auf den Gräften zur Abwehr des Feindes.
Ab 1212 waren Angehörige des Adelsgeschlechtes Stockum Inhaber des Herforder Amtes Stockum. Seit 1290 trugen es die von Hövel von der Abtei zu Lehen; urkundlich verbrieft ist ein Hofesschultheiße aus diesem Geschlecht im Jahre 1333. Später verwandelten sie ihre abhängige Beamtenstellung in eine ritterlich-selbstständige. Als freie Lehnsmannen mussten sie eine standesgemäße Burg haben. Neben dem bäuerlichen Amtshof war dies die Burg Stockum auf der Lippeinsel.
Am 26. März 1381 erhielt Lambert von Hovele von Hillegund von Otgenbach, Äbtissin der weltlichen Kirche und des Stifts zu Herford, mit Einwilligung ihres Kapitels die Erlaubnis, auf dem Amtshof einen Kirchhof nebst St. Johannes-Kapelle anzulegen. Beide sollte dem Kloster Kappenberg im Tausch gegen eine gleich große Menge Land übergeben werden.
Um 1650 versuchten die Herren zu Stockum, ihren Beifang auch auf Gottsort in der Bauerschaft Nordick auszudehnen. 1654 ließen sie die Mühle des Hauses Hardenberg zerstören und begründeten dieses faustrechtliche Vorgehen mit dem Hinweis, dass Gottesort zu ihrem Beifang gehöre.
Wie sehr die Herren zu Stockum auf die Wahrung ihrer Rechte bedacht waren, geht daraus hervor, dass der Weg nach Werne, soweit er durch ihren Gerichtsbezirk führte, von dichtbewachsenen Doppelwällen eingeschlossen war, und ebenso die anliegenden Ackerkämpe. Durch diese Landwehr wollten sie den Fuhrwerken eine Umgehung der Burg Stockum, wo Zoll und Wegegeld zu errichten waren, unmöglich machen.
Der abteiliche Amtshof wurde wohl in der zweiten Hälfte des 17. Jahrhunderts aufgegeben und abgerissen.

#### Stockumer Hofesrecht von 1370
Mit Urkunde vom 24. Juni 1370 erklärte Äbtissin Lysa (von dem Berge) zu Herford folgende Rechte der Leute ihres Amtes zu Stochem:

„1. So lange dort jemand lebt, möge derselbe das Amtsgut nach Amtsrecht besitzen.
2. Wird er so alt, daß er sich nicht mehr unterhalten (gevoden) kann, dann sollen ihn die Erben des Amtsgutes unterhalten (voden).
3. Stirbt auch von ihnen einer, dann soll man dessen Erbe nicht wie das eines vollständig leibeigenen Mannes teilen. Es sollen seine Erben sein Gereide nehmen, wenn es ein Weib ist; ist es ein Mann, so sollen sie sein Hergewede und Erbgut nehmen und ihm in das amtshörige Gut folgen.
4. Läuft ein Gut so aus, daß es keine Erben hat, so soll der Schultheiß – das ist der oberste Pächter des Stifts – es mit amtshörigen Leuten besetzen, die dem Amtsgute entbehrlich sind.
5. Der Pächter möge amtshörige Leute nicht verkaufen oder auswechseln oder erbteilen wie Leibeigene.
6. Die amtshörigen Leute sollen keine anderen als amtshörige Weiber nehmen, damit die Kinder standesgleich (einweldich) bleiben und die Amtsrechte behalten.
7. Wenn sie aber dem zuwider handeln und leibeigene Weiber nehmen, dann verlieren sie ihr Recht.
8. Deswegen sollen die Erbpächter solche Amtsleute nicht mit einer Geldstrafe belegen (schatten), noch stocken noch blocken.
9. Ihre rechten Zinsen und jährliche Pächte sollen sie aber an das Stift bezahlen, damit sie von dem obersten Pächter unverwarnt bleiben.
10. Dieser soll sie treulich hegen und auf dem Pachtgute oder Amtsgute verteidigen.
11. Wer sein Gut, das zum Amt Stockum gehört, zu sich nimmt und ‚underwindet‘, der soll dem Pächter des Stifts eine ‚lefmodicheyt‘ (Freundlichkeit, Abgabe) geben nach Anweisung der Werkmeister und ältesten amtshörigen Leute, auch nach Recht und Gewohnheit des Amtes Stockum.
12. Wenn ein Mann fortgeht oder aus dem Amt und Gut zu Stockum außer Landes entweicht oder aus echter Not und Unbilligkeit davon vertrieben wird, dessen Hofstätte soll der oberste Pächter des Stifts nicht erblich verpachten. Er kann sie aber auf neun Jahre mit amtshörigen Leuten besetzen, denen er sie belassen mag, oder mit anderen Leuten, aber nur zu denselben Jahren.
13. Wenn aber ein amtshöriger beerbter Mann den Hof bewirtschaften und seinen Pflichten nachkommen kann, dann ist er dazu der nächste.
14. Würde ein amtshöriger Mann auf ein, zwei oder drei Jahre vertrieben, könnte es aber so einrichten, daß ihr, der Äbtissin, dem Stift und obersten Pächter ihre Rechte und Pflichten alljährlich geschehen, so möge er seinen Hof verwahren lassen.
15. Verarmt der Hofinhaber so, daß er den Hof des Amtes Stockum nicht bewirtschaften kann, käme er aber nachher zu einem beträchtlichen Gute, daß er seine Pflicht und Schuldigkeit der Äbtissin, dem Stift und dem Pächter bezahlen kann, dann soll man ihn nicht des Hofes verweisen, da es ein amtshöriges Gut ist und er dazu geboren ist.
16. Nimmt ein amtshöriger Mann ein amtshöriges Weib oder ein amtshöriges Weib einen amtshörigen Mann, dann soll sie der Werkmeister des Amtes in den Besitz des Hofes mit Benachrichtigung des obersten Pächters einweisen. Sie sind dann zu einer Gifte pflichtig, die für sie der Werkmeister des Amtes und die Ältesten im Gedinge mit Recht nach Anweisung der geschworenen amtshörigen Leute bestimmen.
17. Nimmt ein amtshöriger Mann desselben Amtes ein Weib, das ihm nicht ebenbürtig (enweldich) ist, soll es ins Amt gewechselt werden. Es verlieren sonst Frau und Kinder das Recht des Amtes. Was an vorgenannten Punkten mangelhaft sei oder werde, mögen die amtshörigen Leute und Geschworenen des Amtes im Hofe zu Stockum, wenn sie, die Äbtissin, oder auch ihre Nachfolgerin dorthin kommt, nach ihres Stiftes Recht und Anweisung ihrer Bücher entscheiden. Dieses sei des Amtes Recht und auch anderer ihrer, der Äbtissin, Leute in anderen Ämtern.“

#### Stockumer Hofesrecht von 1417
Am 28. September 1417 verkündete Meckel von Woltege, Äbtissin des weltlichen Stifts zu Hervorde, die Rechte des Hofes und der Hofesleute ihres Amtes zu Stochem, wie folgt:

„Ein jeder, der einen Hof oder eine Hufe des Amtes besitzt, soll danach geboren sein und in das Amt und den Hof ewig gehören. Die Kinder sollen standesgleich (eynweldich) sein, von Vater und Mutter nach dem Amt geboren sein; man soll sie nicht auswechseln oder verkaufen, auf daß das Amtsgut nicht vermindert (‚geblotet‘) werde. Auch sollen ihre Kinder Hergewede, Gereide und Erbe nehmen, wenn sie amtshörig sind; das soll ihnen darum folgen, auf daß sie nicht verarmen oder verderben auf dem Gute. Ihr, des Stifts, belehnter Schultheiß möge das beste Hauptstück von jedem toten Gute empfangen. Auch soll ihr Schultheiß den Dienst und die Bede so halten und festsetzen, daß die Äbtissin und ihr Stift ihre Pacht erhalten und das Amtsgut nicht verwüstet wird. Sie sollen ihm nicht mehr als jährlich zweimal (twyge) dienen, einmal bei Gras und einmal bei Stroh. Verarme auch ein amtshörig geborener Hüfener (hovener) oder wandere aus dem Lande wegen Fehde oder Totschlag aus, dessen Hof möge er – der Schultheiß – besetzen auf Jahre, damit ihr, der Äbtissin, und ihrem Stift wie auch dem von ihr belehnten Schultheiß ihr Recht werde von jedermann, besonders nach alter Gewohnheit und Recht. Wenn er nach Jahren wiederkommt, möge er seine Hufe besitzen wie vorher. Entweiche er von der Hufe ohne eigene Not, so wäre er ihr, der Äbtissin vollschuldig eigen. Auch sollen sie sich nicht vor anderen in die Ehe begeben mit jemandem, der nicht nach dem Amte geboren, gewechselt oder darin gegeben worden sei. Wer dagegen verstoße (dat vorbreke), den verfolge sie, die Äbtissin, gerichtlich wie ihre vollschuldigen eigenen Leute. Auch welchen Hüfner der Schultheiß mit einer Hofeshufe belehnt, der Hüfner soll nicht mehr abgeben, als er uns zu St. Peter in den Hof zu geben pflegt. Auch soll der Schultheiß kein Gebäude oder erbhaftiges Gut, das vorher gebaut und wiedererbaut (?) ist, von dem Gute, das amtshörig ist, ausschließen. Er und sie würden des Schultheißenamtes – sonst – mit Recht beraubt; so mögen es auch die Hüfner. Wenn der Schultheiß seine Pacht zwei Jahre versetzt hat, dann mögen wir ihn auf unsere Kemenade vor unseres Hofes Mannen mit Urteil und Recht verweisen. Dasselbe mögen wir ihm tun, wenn er das Amt, die Leute und das Gut schmälert und beeinträchtigt in ihrer alten Gewohnheit und Recht ohne unser und unseres Stifts Wissen. Auch sollen die Hüfner willig dienen und ihre Pflicht tun in dem Amtshof nach alter Gewohnheit.“

#### Stockumer Hofesrecht von 1490 (1492)
Am 3. Februar 1490 (alternativ: 1492) bekundete Anna von Honnltstein, Äbtissin des freiedelen weltlichen Stifts zu Herford, dass die Leute ihres Amtes zu Stochem das Recht nach Aussage ihrer Vorgängerinnen und deren Register haben. Die Äbtissin wiederholt mit anderen Worten die Rechte und Pflichten des Hofes und der Hofesleute, wie sie vorher auf demselben Pergament in Abschrift der Urkunde von 1417 Sept. 28 und in den fast gleichlautenden drei Kopien des Amtsbriefes vom selben Datum zu lesen waren.

#### Stockumer Hofesrecht von 1497
Am 1. Mai 1497 verkündete Bonezeth von Limborch, Äbtissin des freiedelen, weltlichen Stifts Herford, die Rechte und Pflichten der Leute ihres Amtes zu Stockem und ihres dortigen Schultheißen vermöge Siegel, Briefe und Register ihrer Vorgängerinnen und ihres Stiftes.

#### Stockumer Hofesrecht von 1580
Mit Urkunde vom 12. Dezember 1580 gab Felicitas Gräfin zu Eberstein, Äbtissin des freiedlen weltlichen Stifts Herford und Gerrisheim, die Rechte und Pflichten des Schultheißen und der Leute ihres Amtes zu Stockum laut Aussage ihrer „Vorfrauen“ und Register bekannt.
Ein Vermerk lautet u. a.: „Item der Brieff in Ao. 87 ist eben als voriger und gleiches Inhalts ist der Ambtsbrieff in Ao. 1606 ausgegeben so woll dem belehneten Schulteten … als Hovesleuthen.“

#### Stockumer Hofesrecht von 1606
Felicitas Gräfin zu Eberstein, Äbtissin der kaiserlichen freiweltlichen Stifter Herford und Essen, Pröpstin zu Vreden, verkündete am 24. April 1606 die Rechte und Pflichten des Schultheißen und der Leute des ihrem Stift Herford angehörigen Amtes Stockum vermöge der Aussagen ihrer Vorgängerinnen („Vorfrauwen“) und Register.

#### Stockumer Hofesrecht von 1622
Mit Amtsbrief vom 5. September 1622 verkündete Magdalene Gräfin und Edelfräulein zur Lippe, Äbtissin des kaiserlichen freiweltlichen Stifts Herford, in genau demselben Wortlaut wie ihre Vorgängerin Felicitas Gräfin zu Eberstein in dem Amtsbrief von 1606 April 24 – die Rechte und Pflichten des Schultheißen und der Leute ihres dem Stift Herford zugehörigen Amtes Stockum nach „Aussprache“ ihrer „Vorfrauwen“ und Register.

#### Stockumer Hofesrecht von 1667
Ein weiterer Amtsbrief datiert auf den 5. Oktober 1667.

### Burg Stockum
Die Burg Stockum, mit der alle vorher erwähnten Rechte verbunden waren, lag auf dem rechten Lippeufer. Der Burgplatz, der sich an der Stelle des heutigen Sportplatzes befand, ist nicht mehr als solcher zu erkennen. Die Erdbewegungen beim Bau des Gersteinwerkes, der Werner Bahn und des Fußballplatzes haben fast alle Spuren verwischt.
Urkundlich wird diese Burg erstmals im 12. Jahrhundert erwähnt. Die ersten Burgherren waren die Ritter von Stockum, die von der Äbtissin von Herford als Schulzen eingesetzt waren. So erhielt im Jahre 1280 ein Godfrid genannter Mann das Anwesen als Lehen. Gegenüber dieser Burg, auf dem linken Ufer der Lippe, lag eine zweite Burganlage, die ebenfalls den Herren zu Stockum gehörte und später unter dem Namen Burg Hugenpoth bekannt wurde.
Um 1300 folgten auf die Herren von Stockum die Herren von Hövel, die ihren Stammsitz im Dorf Hövel hatten. Sie bekamen beide Burgen als Lehen, dazu das Schulzenamt. Um das Jahr 1400 kam Hugenpoth an die Grafen von der Mark, während Burg Stockum mit allen Rechten weiterhin bei der Familie von Hövel blieb.
Die von Hövel nahmen keine Rücksicht auf die märkisch-münsterische Grenze. Burg Stockum, ihr Amtshof und die Masse der Unterhöfe lag auf münsterischem Boden; die Burginsel Stockum mit der späteren Burg Hugenpoth befand sich hingegen unter märkischer Oberhoheit.
In den Urkunden genannt wird Lambert von Hövel, Schulze zu Stockum, der 1307 oder 1357 (alternative Angaben) in der Nähe der Burg mit Genehmigung des Erzbischofs von Köln eine Kapelle errichten ließ. Ihm wurde in diesem Rahmen auferlegt, an den Hochfesten mit seiner Familie die Herringer Pfarrkirche zu besuchen. Im Jahre 1375 stiftete Lambert von Hövel (möglicherweise ein anderer) bei seinem Amtshof auch der Stockumer Bevölkerung eine Kapelle. Diesmal erteilte Münster die Genehmigung, da der Amtshof und der Kapellengrund im Bereich der Pfarrei Werne lagen.
Am 22. Juni 1429 wurde ein Lambert von Hövel, Sohn Godekes, von der Herforder Äbtissin Mettele von Waldecke mit Amt und Hof Stockum belehnt. Mit Teilungsvertrag der Familie von Hövel bzgl. der Besitzung in Stockum einschließlich des Fischerei- und Wegerechts vom 7. September 1430 wurde der Stockumer Besitz unter verschiedenen Familienmitgliedern aufgeteilt:

„Johan von Hovell, sel. Lamberts Sohn, seine Ehefrau Johanna, ihre Kinder Berent, Bate, Gertrudt und Johanna, Richtmoeth von Hoevel, sel. Goddekens Ehefrau, und ihre Kinder Lambert, Gert, Diederich, Johan, Alecke, Bate, Richtmoith und Godecke sind sich einig geworden und schließen nach Rat ihrer Freunde und Magen folgenden Tauschvertrag (wesselung und buitzunghe): Die Eheleute Johan und Johanna von Hovel und ihre Kinder sollen behalten den Vockenwinkel mit dem alten Graben bei des Hoveners Stück, von der neuen Lippe die Oestmer und die Fischerei auf dem Vormersche, ferner die Fischerei von der neuen Lippe an, die Lippe herunter bis an den Ausgang ihres Wassers, Ausgang und Eingang. Es soll Johan von Hovell den Weg mit dem Boitwege, wie die alten diesbezüglichen Schiedsbriefe ausweisen, behalten. Auch soll Johan von Hovell einen Weg im neuen Kampe anlegen bis in den Burgweg aus der Becke. Den Weg sollen sie (nämlich Richtmoeth und ihre Kinder) ihm helfen aufwerfen (hoighen). Den Weg sollen beide zäunen, der eine auf der Westseite, der andere auf der Ostseite von der Lippe an bis in den Burgweg. Dagegen erhalten Richtmoith von Hovell und ihre Kinder Johans Platz zu Stockem, wie er in seinen Teil gefallen war, sowie die Fischerei und die Gräben bis in die neue Lippe ausweislich der alten Schiedsbriefe bis auf die Becke, die durch seinen Kamp geht bis in den Burgweg. Es soll Johan von Hovell den Platz von dem Gebäude (timmer) bis Michaelis im nächsten Jahre räumen (ledighen). Auch sollen Richtmoith und ihre Kinder eine Hecke bis in Johans Kamp ‚in den orde der wische‘ des Hofes zu Stockem aus dem Haverkamp haben. Ferner sollen sie, die den anderen Teil des Hauses zu Stockem behalten, einen Weg zum Fahren und Reiten über Johans Brücke über die Lippe in das Land von der Mark haben. Sie sollen auch die Fischerei von Johans Graben an rechts über dem Mersch von dem Vockenwinkel und der Spicke an dem Vormersch der Lippe auf dem Ausgang und Eingang haben. Sie sollen behalten die Lippe bis an den Strom. Sie sollen ferner haben ein Schiff von Johans Wasserteil über den Vormersch zu dem Ostmersch. Sie schwören einen Burgfrieden und geloben, an den genannten Punkten festzuhalten, wobei Johan und Lambert von Hovell mit aufgerichteten Fingern und gestaffelten Eides zu den Heiligen schwören.

Aussteller / Empfänger / Siegler: Angekündigte Siegler: Johan von Hovell zugleich für seine Frau Johanna und ihre Kinder, Lambert von Hovell zugleich für seine Mutter Richtmoith und seine Geschwister, ferner ihre Freunde und Magen Johan von Hovell zu Solde, Johan Kloeth zu Nortellen, Herman von Herberen, Coerth Staell und Herman von Neim genannt der Duischer.“

Am 1. Oktober 1443 erfolgte wiederum eine Belehnung Lambert von Hoveles, Godekens Sohn, durch Margarete von Glychen, Äbtissin von Herford. Durch die gleiche Äbtissin wurde am 14. Juni 1453 Gert von Hövel, Sohn Godenkens, mit dem Hof zu Stockum belehnt.
Eine auf den 1. August 1463 datierende Urkunde enthält eine Bestätigung eines Schuldbriefes auf das Haus Stockum durch Johan Herzog von Cleve und Graf von der Mark für Coirt von der Laighe:

„Johan Herzog von Cleve und Graf von der Mark bekundet, daß Coirt von der Laighe und seine Ehefrau … Briefe gehabt haben, die mit 1000 rhein. Gulden auf das Haus zu Stochem op der Lippe lauten. Diese (?) Gelder habe der verstorbene Gerart von Cleve von (‚weder dem‘) Coirt und seiner Frau für 500 rhein. Gulden gekauft (‚gekocht‘) … … rhein. Gulden … … und die anderen 250 rhein. Gulden an seinem, Gerarts, Sterbetag noch unbezahlt waren, wofür Coirt und seine Frau …, die dann Derick von Hoevel ihretwegen und mit seiner, des Herzogs, Einwilligung als Nachfolger seines Oheims Gerart an Coirt bezahlt und ihn damit hinsichtlich der unbezahlten 250 Gulden zufrieden gestellt hat. Er, der Herzog, habe nun Derick von Hoevel für die 250 Gulden das Haus zu Stochem samt Zubehör und allen Rechten, wie sie sein Oheim mit dem Kauf daran erhalten und gehabt hat, amtsweise anbefohlen und übertragen zu seinem und seiner Nachkommen, der Grafen von der Mark, Behuf und Besten. Auch dürfe er getreu nach geleisteter Huldigung und Eid so lange ungestört auf dem Hause sitzen, bis er, der Herzog, und seine Nachkommen die 250 Gulden bezahlt hätten. Während dieser Zeit sollen Derick von Hoevel und seine Erben das Haus auf ihre Kosten ‚in redelicken gereke ind noetbuwe‘ halten. Der Herzog, seine Nachfolger und die Seinen sollen sich in dieser Zeit, da es doch ihr Offenhaus sei, allezeit ‚dairaff ind op behelpen myt veden ind anders tege alremalck‘. Die Erben und Besitznachfolger Dericks sollen innerhalb eines Monats nach dem Erbfall dem Herzog und seinen Nachfolgern die gleichen Gelöbnisse und Treueide leisten, wie es Derick getan hat ‚in vurwerden ind maiten vurß‘, auch ihre darauf lautenden besiegelten Briefe in geziehemder Form übergeben. Ferner wird hierbei ausgemacht, daß Derick von Hoevel und sein Bruder Johan von Stochem, die beide meinen, ‚gebreck an‘ ihn, den Herzog, wegen Verlust von Pferden zu haben, keine Forderung durch Derick stellen lassen, so lange nicht ihnen das Haus so, wie gesagt, abgelöst wird, das ihnen doch weder für ihre vermeintliche Forderung noch einen anderen ‚opslach‘ als allein für die 250 Gulden verbunden sein soll, bis die Löse geschieht und dem Herzog und seinen Nachkommen das Haus dann wieder gehört. Wenn Derick von Hövel oder seine Erben dem Herzog oder seinen Nachkommen 750 Gulden wiedergibt, dann soll der Herzog des Geldes und der Rechte, die er mit dem Kauf von Coirt von der Laighe und seiner Frau erworben hat, entrechtet sein zu Behuf Dericks von Hoevel. Gleichwohl soll dann das Haus Stockem für den Herzog und seine Nachkommen, die Grafen von der Mark, ein Offenhaus sein und bleiben.

Siegler: Der Herzog.“

Gert von Hövel hatte zwei Söhne, einen weiteren Gert (Gerd Krakerugge) und einen Gödeke (Gödecke, Godert) von Hövel. Mit Urkunde vom 16. Oktober 1482 wurde Gert von Hövel durch Anna von Honoltsteyn, Äbtissin Herfords, mit Amt und Hof zu Stockum belehnt. 1490 kam es erstmals zu Auseinandersetzungen zwischen den Brüdern und der Äbtissin, wie eine Urkunde vom 26. Juni 1490 zeigt:

„Titel: Gütervergleich zwischen der Äbtissin des Stifts zu Herford und den Brüdern Godeke und Gert von Hovele

Die eine Zeitlang bestandenen ‚gebreke, twyst und twynghe‘ zwischen Anna von Honnoltsteyn, Äbtissin des freiedlen weltlichen Stifts zu Herford, einerseits und den Brüdern Godeke und Gert von Hovele andererseits wegen des Amtshofes und des Amtes zu Stockem werden von Herrn Herman von Langen, Propst zu St. Mauritius, Berndt von Lyntell, Herman von Langen dem Jungen, Goderd von Hovele, Bauldewyn von Kneyhem, Wilhem Stael, Meister, Hinrik Voget, Domherrn zu Münster, Sander Morrien und Lambert Belholt durch Güteverhandlung im folgenden Vergleich beigelegt: Zuerst soll die Äbtissin Gert von Hovele belehnen mit dem Amt zu Stockem und seinem alten und neuen Zubehör. Da Gebrechen gewesen sind um die Abgabe der Schweine und des Korns allein der Weinfuhr halber, die die Amtshörigen ihrem Amt jährlich zu leisten verpflichtet sind – die Schweine und das Korn sind seit dem (‚seder‘) Tode Gerds von Hovele bei den Amtshörigen ungebort und vorbleven" –, soll Gert von Hovele die bisher nicht abgelieferten Schweine und dazu das Korn einnehmen und von den Amtshörigen anmahnen, jedoch so, daß sie deshalb ‚unvordorven‘ bleiben. Dafür soll Gert seiner gnädigen Frau von Stund an 20 oberländ. rhein. Gulden bezahlen. Damit Gert in Zukunft bei der Anmahnung der Schweine und des Korns von den Amtshörigen ‚guderteirlyken erkant‘ wird, und die Äbtissin ihm dankbar erscheint, erlaubt sie ihm kraft dieses Briefes, daß er Zeit seines Lebens, ‚so lange he lyvet und levet‘, die Schweine und das Korn, die die Äbtissin und ihr Stift von den Amtshörigen eingenommen hat und dieselben jährlich zu geben verpflichtet sind, zur Hälfte für seine treue Arbeit ‚hebben und boren‘ soll. Den anderen Teil der Schweine und des Korns soll er für die Äbtissin anmahnen und ohne jegliche ‚besperinge eder bysprake‘ einnehmen lassen. Da der Amtshof zu Stockem, den die von Hovele unter ‚erer ploech‘ haben und Gerts Vater von der Äbtissin Margarete von Gelichen 20 Jahre lang laut einem offenen besiegelten Brief zu bewirtschaften bewilligt worden war, nicht mit Beschlag belegt ist, die 20 Jahre aber ‚vorlopen und vorleden‘ sind, erlaubt die Äbtissin kraft dieses Briefes, daß Gert den Amtshof noch acht Jahre lang nach ihrem Willen nutzt und gebraucht, jedoch vorbehaltlich der Jahrspacht der Äbtissin. Über die Höhe der Pacht sollen sich je zwei Freunde der Äbtissin und Gerts von Hovele einigen, der dann für diese Zeit die festgesetzte Pacht bezahlt. Hierbei wird den von Hovele beschieden, zu verfügen, daß das zum Amtshof und den Gütern gehörige Gehölz ‚unvorhouwen und unvorwoestet‘ bleibt, wenn zum Hausbau und zur Ausbesserung von Flöß- und Fisch-Wehren Holz gehauen wird. Nach Verlauf der acht Jahre möge die Äbtissin den Amtshof zu Stockem mit den Amtshörigen des Amtes besetzen, wenn nicht Gert von Hovele bis dahin sich mit der Äbtissin einigen konnte, so daß ihm Gnade und Recht widerfährt, ‚so dat oltsedelich gewest ys‘. Auch soll und will sie Gert von Hovele bei dem Amt zu Stockum behalten, jedoch unter der Bedingung, daß sich auch Hovele bemüht, sie wieder ‚by mallickanderen‘ zu bringen. Auch soll Hovele das in das Amt gehörende Gut nicht versetzen, verkaufen oder in eine andere Hand bringen ohne Erlaubnis der Äbtissin. Sie soll und will auch zwei von ihren Freunden im nächstkommenden ‚mydwynter‘ nach Stockem schicken, nachdem Hovele vorher von ihr benachrichtigt worden ist. Dann soll auch er zwei nehmen. Diese Vier sollen etliche amtshörige Erben besichtigen und begutachten (dor seyn und over weghen), worüber beide Parteien unterrichtet werden, und hinsichtlich der Abgabe von Schweinen aus den Erben eine Übereinkunft treffen. Siegler: die Äbtissin, Gert von Hovele und auf dessen Bitte die Dedingesleute Propst Herman von Langen, Bernd von Lyntell, Herman von Langen der Junge und Lambert Belholt. - Hinrich Vogt von Elspe, Domherr zu Münster, bekundet als Dedingesmann eigenhändig, daß vorgenannter Vergleich mit Willen beider Parteien zustande gekommen ist.

Aussteller / Empfänger / Siegler: Siegler/in: Die Äbtissin, Gert von Hovele und auf dessen Bitte die Dedingesleute Propst Herman von Langen, Bernd von Lyntell, Herman von Langen der Junge und Lambert Belholt. - Hinrich Vogt von Elspe, Domherr zu Münster, bekundet als Dedingesmann eigenhändig, daß vorgenannter Vergleich mit Willen beider Parteien zustande gekommen ist.“

Am 14. August 1490 wurde Gerdt von Hövel erneut mit Amt und Hof zu Stockum belehnt, diesmal durch Äbtissin Anna von Honulstein, und dann nochmals durch Bonezeth von Iymborch am 22. September 1494.
Schließlich wurden die Brüder wegen Felonie (Treuebruch gegen den Lehnsherren) des Lehens für verlustig erklärt. Vom 31. Mai 1496 existiert dazu ein Richtspruch des Lehnstages:

„Hermannus Preckel, geschworener Richter der Edelfrau Bonezeth von Lymborch, Äbtissin des freiedelen und weltlichen Stifts zu Herford, erklärt, dass vor ihm an einem echten, rechten, verschriebenen, verpflichteten Lehntage und Gericht ‚in den sadell der Ebdige‘ und in Gegenwart der Äbtissin der ehrsame Meister Hinrich Sorp, Amtmann etc. gekommen ist. Er, der Richter, habe dann ‚vorstellen‘ lassen, dass seine gnädige Frau manchmal durch Sendboten und Diener die Brüder und Knappen Godeke und Gerdt von Hovel habe ‚manen, uteren und eisschen‘ lassen wegen ihrer Zinsen, Schulden und Pächte, die sie der Äbtissin vom Amt zu Stochem sowie von anderen der Äbtissin gehörenden, aber lange versetzten Erben und Gütern zu entrichten verpflichtet seien. Damit wären sie ungehorsam geworden. So sei dieser Gerichtstag für die Brüder von Hovel nach Lehnsrecht mit anderen Stiftsmannen, die auch anwesend seien, zur Güteverhandlung von ihm, dem Richter, im Einverständnis mit der Äbtissin anberaumt worden, um ihr für den erlittenen Schaden das Ihre zu geben und auch die beiden Brüder wegen des Ungehorsams und langen Bittens zur Verantwortung zu ziehen. Er habe sie im Verlauf der ihm zustehenden Rechte in Gegenwart der Äbtissin, ihrer geschworenen Räte und Stiftsmannen, ‚dar vorbodet und vorgaddert‘, dreimal ‚gheeyschet‘. Da weder sie noch ein Bevollmächtigter von ihnen erschienen seien trotz Ladung und Gebote der Äbtissin durch ihre Sendboten, Diener und mannigfaltige Schreiben, aber alles nutzlos sei, werde von ihm, dem Richter, Urteil und Recht verlangt, ‚dat erer gnade full und recht (ge)sche und den van Hovel neyn unrecht‘. Darauf sei von den geschworenen Räten und Stiftsmannen für Recht erkannt worden, dass, so die von Hovel ausbleiben, ‚mydt vorsmelekynghe der boden und gerichte nycht ock betalen‘, die Äbtissin nach Lehnsrecht sie von denselben Gütern entsetzen und andere, die ihr jährlich das Ihre davon geben, damit belehnen und das Amt zu Stochem mit den anderen Erben und Gütern und ihrem Zubehör nach des Lehnsrechts Recht, Sitte und Gewohnheit der Abtei zu Herford in andere Hände geben möge. Zeugen: die geschworenen Stiftsmannen und Dingpflichtigen, darunter Wessel Hanenboem und Johan Sceffer.

Siegler: Der Richter und die genannten Stiftsmannen.“

Gert de Hüvele baute daraufhin Burg Beckedorf in der Nähe Ascheberg-Herberns und erklärte sie zu seinem Wohnsitz, nach dem er sich auch benannte (Gert de Hüvele auf Burg Beckedorf). Auf inständiges Bitten wurde Gert de Hüvele am 24. September 1505 wieder mit Haus Stockum belehnt, während Gödeke von Hövel ausgeschlossen blieb. Daraufhin entbrannte ein Streit zwischen Gert und Gödeke, der Haus Stockum als Allod verlangte. Der Streit um Haus Hövel endete am 24. April 1509 mit einem Vergleich zwischen den Brüdern, der Gert Haus Stockum dauerhaft zusprach, während Gödeke der Besitz zugesprochen wurde, in dem er zu dieser Zeit wohnte.

„Mit Hilfe der würdigen Herrn Godtfridus von Hovell und Herman von ‚Hovell‘ - muß heißen: ‚Horde‘ -, Domherrn der Kirche zu Münster, Evert von Mervelde und Herman von Ascheberg kommt es zu einem Vergleich zwischen Godeke von Hovell und seiner Frau einerseits und Gert von Hovell andererseits hinsichtlich aller Streitigkeiten um die väterlichen und mütterlichen Erbgüter, Zahlung einiger Renten und Verkauf etlicher Güter von ihrem Vater oder ihren Vorfahren.

Godeke von Hovell und seine Ehefrau sollen zu eigenem Behuf behalten das Haus und den Hof mit seinen Wällen und Fischereien, das er zur Zeit bewohnt, den Kuhkamp von der Mühle an bis auf den Weg des alten Platzes nach seinem Haus im Burggarten, ferner den Garten vor seinem Hause. Dazu soll er noch die Mühle zu Stockum erhalten und alle bis jetzt verschriebenen Renten bezahlen ohne Schaden Gerts von Hovell. Wenn derselbe die Mühle zur Hälfte wiederhaben will, soll er die Hälfte jährlich zu Martini mit 400 oberländ. rhein. Goldgulden einlösen und die Hälfte der bis jetzt verschriebenen Rente übernehmen. Hätte aber Godeke etwas eingelöst, dann soll er ihm die Hälfte davon zurückgeben, ehe der Wiederkauf geschieht. Weil die Küster zu Kappenberg in die Mühle verschrieben sind mit 2 ½ Gulden für 50 Gulden von Gert allein, soll Gert auch ohne Schaden Godekens die jährliche Rente davon auch bezahlen. Außerdem soll Godeke die Kämpe, die Knipping besaß, und alle Ansprüche an dem Bruggenhof zu seinem und seiner Erben Nutzen und ‚orbar‘ behalten.

Dagegen soll Gert den Anspruch auf das Haus zu Stockum und den alten Platz mit den Wällen und Gräben haben. Beendige Gert die Angelegenheit hinsichtlich des Hauses auch nicht in sechs Jahren, dann soll dies' Sache beider Erben sein. Auch soll Godeke ohne Schaden Gerts seine zwei Schwestern abfinden. Godeke und Gert sollen vier Freunde nehmen, die ihnen bei der bis Nativitatis Johannis Baptistae (24. Juni) durchgeführten Teilung der Güter und Schulden zur Seite stehen und die Teilung mit Brief und Siegel bekräftigen. Wer von ihnen diesen Vertrag bricht, soll dem anderen ‚rechtlicher schult verfallen sein‘ und unverzüglich 500 rhein. Gulden bezahlen. Der doppelt ausgefertigte Vergleich wird für jede Partei in zwei gleichlautende Teile durch die Buchstaben A, B, C, D auseinandergeschnitten. Zeugen: Herr Berndt Streiholt, Vikar zu Werne, und Meister Hendrich Seveker, Notar des Hofes.

Geschrieben und unterschrieben von dem Notar Johannes Locke.“

Am 5. April 1516 wurde Gert erneut durch Bonezeth von Lymborch (Limburg) mit dem Amt Stockum belehnt. Der Streit um die übrigen väterlichen und mütterlichen Güter zog sich noch bis zum Tod Gödeke von Hövels im Jahre 1519 hin. Erst am 6. März 1520 kam es zu einem Vergleich zwischen Gert und Goderts Witwe, durch den eine abschließende Regelung getroffen werden konnte.
Gert von Hövel und seine Frau Fie stellten 1527 Eberwin Droste zu Münster die Güter zu Beckedorf, Wessel und Stockum für eine Anleihe von 250 Goldgulden zum Pfande. Am 11. November 1534 wiederum verpfändete Anna von Lymborch, Äbtissin des freiedelen weltlichen Stifts Herford, alle ihre und ihres Stifts Pflicht, Pacht und Schuld ihres Amtshofes zu Stockhem mit allem Zubehör im Stift von Münster und Kirchspiel zu Werne, den Gerdt von Hovell und sein Bruder Godeke „allrede“ für 100 Gulden von ihrer Vorgängerin Bonezet von Lymborch in Pfandschaft empfangen hatten, für 50 vollwichtige rhein an Gerdt von Hovell. Von Gerts Söhnen erbte nicht Johann, sondern Berndt von Hövel am 14. Juli 1540 die Besitzungen des verstorbenen Vaters. Nach Spormacher starb er bereits wenige Jahre später:

„Bernt von Hövel to Bickentorp ist 1546 to Herbern tor sellschopp mit anderen Junkhern gewesen in der tavern (Wirthshaus), und als he dar avendts to huis ryden wolde, is syn pert met eme gelopen up den Rennebom vor syn herte; storte von dem perde, umd bleiv hastlick doit sunder einige sprake; word to Werne begraben benessen den Kerkhoff up Gudensdag avends na Pinxten, und wort darna ober dre mants tydes up den Kerkhoff begraben.“

Die Witwe Godekes von Hövel versuchte daraufhin zugunsten ihrer Töchter, die mit Helmich Kessel bzw. Henrich Wrede verheiratet waren, gegen die Witwe Bylie des Berndt von Hövel und deren unmündige Kinder Ansprüche auf die hälftige Nutzung von Amt und Lehnsgüter zu Stockum durchzusetzen. Die Äbtissin von Herford ließ sich darauf jedoch nicht ein und belehnte stattdessen die unmündigen Kinder Berndts mit den Stockumer Gütern, zunächst verwaltet durch Johan von Langen zu Koebinck.
1558 belehnte die Herforder Äbtissin Anna zu Limburg das Schultenamt zu Hof Stockum an Heidenrich von Aschenbergh zu Byinck. Da der Hof bislang an die von Hövel belehnt war, sollte dieser für die Loslösung eine Ausgleichssumme an die von Hövel zahlen. Diese lehnten ab und verwüsteten im Gegenzug den Amtshof. Der neue Schultheiß verfolgte daraufhin eine harte Linie, verteidigte den Amtshof gegen weitere Übergriffe, setzte sich für die Instandsetzung Herforder Güter ein, um die sich die von Hövel nicht gekümmert hatten, und ließ säumige Schuldner pfänden. Am 10. Dezember beantragte er die Einrichtung eines Gefängnisses für Widerspenstige.
Am 26. März 1566 erhielt Johann von Bruggeney genannt Hasenkamp von Margarethe Gräfin und Edelfräulein zur Lippe, Äbtissin des freiedelen weltlichen Stifts Herford, das gesamte Amt zu Stockem mit dem Amtshof, Erben und Gütern sowie allem Zubehör zu Lehn. Johann von Brüggenei (von Hassenkamp) war mit Walburga verheiratet, Tochter des Gödeke von Hövel. Am 5. März 1567 schlossen Berndt und Johann, die Kinder des verstorbenen Bernhard von Hövel, einen Vergleich, in dem die väterlichen Güter aufgeteilt wurden; Beckedorf ging dabei an Johann.
1571 erklärte

„Margareta Gräfin zu der Lippe, Äbtissin der freiedelen und weltlichen Stifte Herford und Freckenhorst, dass zur Zeit ihrer Vorgängerin Anna Gräfin zu Lymborch, Tochter zu Styrum, zwischen Heidenrich von Ascheberg (+) zu Bigginch einerseits und den Erben des Bernhardt von Hoevel zu Beckendorf andererseits wie auch Johan Hasenkamp wegen seiner Frau dritterseits lange Zeit Streit bestanden habe um ihres Stifts Herford Amt, Gericht und Güter zu Stockum. Mit Hilfe ihres Fürsten Johannes, Bischof zu Münster und Administrator der Stifte Osnabrück und Paderborn, habe sie sich mit den Parteien in besiegelten Rezessen völlig vertragen.

Sie belehnt daher Berndt von Hoevel, seligen Berndts Sohn, zu Mitbehuf Johan Hasenkamps wegen seiner Frau mit dem gesamten Amt zu Stockum, mit dem Gericht daselbst und den zugehörigen Gütern und Kotten sowie mit allem Zubehör im Stift Münster, in der Grafschaft von der Markk und im Vest von Recklinghausen, jedoch mit Ausnahme des Westhauses und Tidemans Erbe, womit sie laut genannter Rezesse Johann von Ascheberch belehnt habe. Berndt von Hoevel habe ihr gehuldigt und geschworen, wie es ein Lehnmann seinem Herrn schuldig ist. Nach seinem Tode soll ihr das Lehn verherwedet werden und danach Hoevels Erben für sich und für Hasenkamps Erben, die von seiner jetzigen Frau geboren sind, damit belehnt werden. Dem Stift Herford sollen aber Hoevel und Hasenkamp vermöge seiner Pachtbücher und Pachtregister die jährlichen Pächte an Geld, Korn und Schweinen aus den Höfen, Erben, Kotten und Gütern entrichten mit Ausnahme der Pächte der Kotten, die laut Vertrag Hoevel und Hasenkamp zu ihren Lebzeiten mit ihrer, der Äbtissin, Genehmigung einbehalten dürfen. “

Am 1. Oktober 1571 heiratete Berndt von Hövel die Gerlich von Raesfeldh zu Hameren. In der Folgezeit wurde Johann von Brüggenei vom Kaiser entsetzt. Dennoch wollte er auf seine Güter nicht verzichten. Am 30. November 1577 lief Berndt de Hüvele mit 76 Männern bei den Pächtern auf und pfändete die Pacht. Johann Hassenkamp ließ sich dies nicht gefallen. Die daraus resultierende Fehde führte dazu, dass ein Stallknecht von Hassenkamp den Bernd de Hüvele mit einer Büchse erschoss, die mit zwei Kugeln und mit getrockneten Speckstückchen geladen war.
In einer Urkunde vom 30. April 1578 heißt es dazu:

„Vor dem päpstlichen und kaiserlichen, auch am kaiserlichen Kammergericht zu Speyer immatrikulierten und zugelassenen Notar des Münsterschen Bistums, Johannes Althena, tragen Arnold von Raisfeldt und Henrich von der Marck vor, dass am 29. November des vergangenen Jahres 1577 Bernhardt von Hovell zu Beckendorf durch etliche Diener Johan Hasenkamps, die, wie sie sagten, von Hasenkamps Haus ‚mit gewerter handt‘ gekommen seien, erschossen worden sei. Johan Hasenkamp habe ‚wider allen grunt der warheit‘ in einem am 1. Dez. 1577 herausgegangenen Schreiben an die Regierung dieses Stifts gemeldet, Hovell habe auf Hasenkamps Diener Caspar Adams mit einer in der Hand gehaltenen Büchse zuerst losgedrückt, das Pulver sei zwar auf der Pfanne angegangen, aber wohl infolge Regen in der Nacht vorher sei der Schuß nicht losgegangen. Zuletzt wolle Caspar Adams ‚mit einem Rhuder‘ auf Hovell geschossen haben, ob er ihn aber getroffen habe, sei ihm unbewusst. Durch den Schuß sei dann Hovells ‚Kloppfer‘ erschreckt und durch dessen unmäßigen Sprung wäre wohl Hovell abgeworfen worden und auf den Hals gestürzt. Zu dieser unwahren Darstellung hätte die Freundschaft Hovells mit gutem Grund in einem Schreiben unter dem 13. Febr. dieses Jahres an die Herren der Regierung Stellung genommen und um weitern wahrhaften Bericht gebeten, damit die unleugbare Wahrheit und das gerechte ‚Widerspiel‘ zu Hasenkamps ‚aufgerauften‘ Angaben an den Tag kommen möge. Die Herren der Regierung sollten Hovells Büchse, Kleider und sonst alles, was er zur Zeit seines Todes getragen und bei sich gehabt habe, in Augenschein nehmen. Dadurch könne zur Genüge bezeugt werden, dass Hovell nicht den Hals gebrochen habe, sondern ‚mordhaitlicherweise‘ durch ‚sullichen schuiß vom leben zum thode gebracht‘ und Hasenkamps Angaben wider die Wahrheit geschrieben seien.

Weil sich nun die von der Freundschaft Hovells geforderte Besichtigung bisher verzögert hat, haben Raesfeldt und Marck die Kleider und Büchsen, wie sie nach geschehener Tat aus dem Kot und Dreck aufgenommen und Hovel ausgezogen worden sind, in einen ‚Kraemkorf‘ eingepackt, hergebracht und ihn, den Notar, um ersten schriftlichen Befund ‚in specie‘ für einen zukünftigen Nachweis ersucht, worüber er ihnen ein oder mehr Instrumente ausfertigen möge.

Demzufolge ist ihm, dem Notar, ein zugebundener Kramkorb gebracht worden, worin sich nach Öffnung desselben befunden haben zwei gespannte und geladene Feuerbüchsen mit aufgeschüttetem Pulver, ‚davon der eine Kraenen aufgesatt und an beiden buchsen die vorderlege vurgewesen und mit drecke ganz besudelt‘, dazu Hovells ledernen Wambs und ‚swarte wandt Mutze‘, ganz dreckig, worin am rechten Arm sich ein großes ausgeschossenes und verbranntes Loch befunden, woraus zu ersehen ist, dass dieses Loch durch einen Schuß entstanden ist, der ‚mit speck und neffen dem loet mit hagell geladen wesen, darneffen seligen Hovells gestricket foderhembt, an welchs hembdes rechter mouwen ock ein groiß loch geschossen befunden.‘ Desgleichen ist sein Hemd um den Hals und um die Brust voll Blut befunden worden, woraus man ersehen kann, dass Hovell schwer verwundet gewesen ist.

Zeugen: Bitter von Raisfeldt, Kanoniker an St. Mauritz, Henrich von der Marck, die Brüder Arnoldt und Johan von Raisfeldt, Balthazar von Amelunxen, Rentmeister zur Wolbecke, Anthonius Hurkamp und der Uhrwerker Peter von Bangelt.“

Die von Hassenkamp scheinen danach noch eine Weile die Burg Stockum bewohnt zu haben: Am 27. Juli 1579 belehnte Felicitas Gräfin von Eberstein, Äbtissin des Herforder Stifts, Johann von Brüggenei mit dem gesamten Amt zu Stockum. Als die Familie de Hüvele die volle Gerichtsbarkeit wieder an sich gerissen hatte, ließ sie einen Mann hinrichten. Das Gleiche machten die von Hassenkamps, die einen Pächter der Herrschaft hinrichten ließen. Aus dem Streit entstanden ein Prozess und eine Fehde, die fast 200 Jahre lang andauern sollten.
1603 erschienen die von Hassenkamps vor der Burg Stockum und beschossen sie mit annähernd 200 Schuss. Daraufhin suchte die Familie de Hüvele Schutz beim Bischof in Münster. Dieser ließ den von Hassenkamp wegen mehrerer Mordfälle nach Warendorf ins Gefängnis bringen. Er wurde aber kurze Zeit später gegen Kaution aus der Haft entlassen.
Am 13. Juli 1604 belehnte Felicitas Gräfin zu Everstein, Äbtissin der kaiserlichen freiedelen, weltlichen Stifter zu Herford und Essen und Pröpstin zu Verden, Domherr Wessel von der Bruggenei genannt Hasenkamp zu Stockum mit dem Amt zu Stockum. Am 13. Juli 1616 wechselte das Amt dann unter der gleichen Äbtissin an Johan von der Bruggeney, beurkundet durch den Bevollmächtigten Wernerus Schottler.
Vom 2. September 1611 datiert ein Vergleich zwischen Gerlich von Hovell mit Pagenstecker und anderen Gläubigern um den Besitz von Haus Beckedorf:

„Nach jahrelanger Diskussion der Beckendorffschen Güter am geistlichen Offizialatgericht zu Münster und schließlich Inbesitznahme dieser Güter im Wege der Immission durch die Gläubiger vor über 30 Jahren wollen die Witwe Gerlich von Hövell geborene von Raesfeldt zu Beckendorff, ihr Sohn Bitter von Hovell, Kanoniker des Stifts Wimpfen (am Neckar), und ihre Tochter resp. Schwester Petronella von Hovell, Äbtissin zu Bocholt, diese Güter aus den Händen der Gläubiger, insbesondere des Andras Pagenstecker als des ältesten, wieder an sich bringen, damit die Zinsen nicht weiter anschwellen, keine größeren Schäden und Nachteile entstehen und vor allem die Güter ‚wiederumb bei dem rechten Geblüt, Namen und Stammen deren von Hovell so viel müglich gebracht und die Behausung oder Sitz Beckendorpf, welcher gantz und gar bawfellich, tachlos und sonsten die Graben zugelandet, auch widerumb etwas in besseren esse gesetzt und erhalten‘ werden.

Die Mutter von Hovell und ihre beiden Kinder bevollmächtigen daher ihre Tochter und Schwester Sybille von Hovell, Kanonissin und Küstersche des Stifts Langenhorst, sich mit Pagenstecker wie auch anderen Gläubigern in Güteverhandlung zu begeben, derer Interesse an sich zu bringen und die Hypotheken, die jene ‚virtute Immissionis oder sunst besitzen, selbst, jedoch allein jure creditoris‘, zu übernehmen, sowie das verfallene Haus möglichst auszubessern und instand zu setzen. Dagegen verpflichten sich die Mutter und ihre beiden Kinder, dass Sybille die von den Gläubigern an sich gebrachten Güter nicht an sie übergeben soll, bevor sie nicht das ausgelegte Geld wirklich und völlig zurückerstattet, die in Rechnung gestellten Instandsetzungskosten hinsichtlich des Sitzes Beckendorff und andere notwendigen Unkosten bezahlt und Sybille für ihre Mühe und Arbeit ‚Verehrung und Erstattungh gethan‘ hätten, wozu ihr aus der Registratur Siegelbriefe, Quittungen, Verträge, Rezesse und dgl. m., die sie bei ihren Verhandlungen mit den Gläubigern benötigt und wieder in die Registratur reponieren soll, ausgefolgt werden sollen. Ein Schlüssel zur Registratur soll bei Gerlich von Raesfeldt, der andere bei Sybille sein, ‚damit ein ohn des andern Wissen und Willen allein zu der Registratur nicht kommen und seines Gefallens durchsuchen muege.‘

Sybille von Hovell erklärt dagegen unter Vorbehalt, dass sie auf andere Weise nicht meint, ‚allein jure creditorum die Interesse an sich zu bringen‘ und sich diesmal hiermit nicht in die Erbschaft einzumischen. Sie verpflichtet sich auch, die an sich gebrachten Güter keinem Fremden, besonders Hasenkampf zu Stockum, der bereits etliche von Pagenstecker und sonst wie eingenommen hat, zu überlassen oder zu zedieren, es sei denn, dass sie es ihrer Mutter und ihren Geschwistern mitgeteilt habe. Wenn sie einige Mittel haben möchte, den Discussionsprozeß fortzusetzen und zu beendigen, dann ist das auf allerseitige gleiche Unkosten ‚zu effectuiren‘. Wenn Zusammenkünfte und Tagleistungen gehalten werden müssen, dann soll das jeder tun, ohne den anderen damit zu belasten. Mit Hasenkampf soll kein Vertrag ohne Ratification des Bruders eingegangen werden. Sollte bei Sterbe- und Erbfällen von den Gütern, die die Gläubiger besitzen, etwas einkommen, dann soll das für die Instandsetzung des Hauses Beckendorff verwendet und angelegt werden.

Angekündigte eigenhändige Unterschriften der Mutter von Hovell und ihrer drei Kinder unter dem dreifach ausgestellten Rezeß.“

Am 1. Mai 1617 wurde schließlich ein Ablösevertrag über die Beckendorfschen Güter geschlossen:

„Bitter von Hovell, Domherr des Stifts Wimpfen, und seine Schwester Sybille von Schnetlage zu Wulffen geborene von Hövel schließen mit Genehmigung ihres Schwagers resp. Ehemanns Gisbert Georg von Schnetlage einen Vertrag. Weil nach einem vor einiger Zeit geschlossenen Vertrag zwischen Bitter von Hovell und Sybille samt ihrer Schwester (Petronella) – vgl. Urk. 1611 Sept. 2 – Sybille ihren elterlichen Sitz Beckendorff annehmen, instandsetzen und wiederaufbauen, auch möglichst viel zur Entlastung mit den Gläubigern verhandeln und alles aufs beste fördern soll, sie nicht nur zur notwendigen Instandsetzung des Hauses Beckendorff sehr viel aufgewandt, sondern auch von ihrer Base Sybille von Hovell, Äbtissin zu Vlaßumb, wegen der erwachsenen Vorauszahlung und Filialquote auf sechs- oder mehrtausend Rtlr. eine Zession erlangt, sich nun mit Schnetlage verheiratet hat, nicht mehr bei den Beckendorffschen Gütern bleiben und sich abfinden lassen möchte, vergleicht man sich nun dahin, dass Bitter von Hovell in Monatsfrist an seine Schwester Sybille 1000 Rtlr. und in der Folgezeit noch einmal 1000 Rtlr. bezahlt. Nach erfolgter Zahlung soll Sybille ihrem Bruder Bitter von Hovell ihre Forderung wegen angewandter Unkosten, ergangener Discussion und geschehener Instandsetzung so überlassen, dass er nach erfolgter Zahlung einen freien Zutritt zu dem Beckendorffschen Haus nebst Gütern erlangt, sie in Besitz nimmt und damit tun und lassen kann, was zum Besten seiner Schwester geschehen mag. Bei der Zahlung am ersten Termin soll ein ausführlicher Vertrag errichtet werden. Sollte dieser Termin aber nicht eingehalten werden, soll dieser Vergleich außer Kraft treten, jedoch der Äbtissin in Flaßheim ihre jährlichen, in der Zession vorbehaltenen Gefälle und Ratifikation vorbehalten sein.

Angekündigte Siegler mit eigenhändigen Unterschriften: Die Geschwister von Hovell und G. G. von Schnetlage.“

Am 21. Oktober 1621 mussten die seit Jahrzehnten verarmten von Hövel alle Rechte an Haus Hövel und Haus Beckedorf an Johan von Bruggeney gen. Hasenkamp verkaufen:

„Vor dem Offizial des geistlichen Gerichtshofes zu Münster übertragen und verkaufen die Eheleute Gisbert Georg von Schnetlage zu Wulffen und Sybille von Hovell an Johan von Bruggeney genannt Hasenkampf zu Weitmar, Herrn zu Stockum, und seine Frau Johanna von Aldenbockum alle Güter, Ansprüche, Forderungen, Zinsen, Rechte und Gerechtigkeiten, die Sybilla von Hovell ihres kindlichen Anteils halber, darunter auch die Meliorationen an Gebäuden und Gräften, eingelöst und untergehabt wie auch vermöge von der Äbtissin zu Vlasumb erlangter und durch den Richter zu Halteren bestätigter Zession an dem Haus und Gut zu Beckendorf im Gericht Stockum und Kirchspiel Werne gehabt hat und künftig erhalten möge, für 2400 Rtlr., deren Empfang die Verkäufer bestätigen. Das geschieht jedoch mit dem Zusatz, dass Hasenkampf den von Merveldt 600 Rtlr., desgleichen Saurman 100 Rtlr., ferner Saurman und Heywerdt 1200 holländische Taler, alles samt Zinsen aus dem Graveltskamp entrichtet und die Obligationen davon samt einer Obligation von 150 Rtlr., die Hasenkampf selbst ausgelegt hat, den Eheleuten Schnetlage einliefert, auch der Äbtissin zu Vlasumb zu Lebzeiten jährlich zu Martini 20 Rtlr. auszahlt. Mit den Gütern mögen die Käufer nach ihrem Belieben schalten und walten. Hierzu geben ihnen daher auch die Verkäufer alle ihre Briefe und Siegel, Obligationen und Immissionen, die sie besitzen und künftig erlangen sollten. Die Verkäufer geloben an Eidesstatt, die Käufer schadlos zu halten, setzen ihnen zum Unterpfand ihr gesamtes derzeitiges und zukünftiges, bewegliches und unbewegliches Hab und Gut und verzichten auf jegliche rechtliche Ausflüchte wie auch auf das beneficium senatus consulti Velleiani und andere Freiheiten, die dem weiblichen Geschlecht zustehen. Auf Wunsch der Parteien wird das gerichtliche Dekret dieses Kontraktes hinterlegt.

Angekündigter Siegler: der Offizial mit dem Siegel des Hofs zu Münster. Unterschrift des geschworenen Gerichtsschreibers am bischöflichen Hof zu Münster, Hermannus Bordewiek. Zeugen: Friederich Nierman und Johan Schotteler, beide Diener der fürstlich-münsterschen Siegelkammer.“

Am 1. Februar 1630 wurde Arnoldt von Bohmer (Arnold von Boymer/Böhmer/Bäumer) aus dem Freiherrengeschlecht Böhmer von Magdalene Gräfin und Fräulein zu der Lippe, Äbtissin des kaiserlichen freien weltlichen Stifts Herford, mit dem Amt Hövel belehnt. Boemer half Bitter von Hövel dabei, das Stockumer Lehen gerichtlich von den Brüggeneis zurückzuerstreiten, wenn diese ihm dafür einige ihrer Güter zur Nutzung überlassen, beurkundet am 6. April 1629:

„Am 6. April 1629 ist zwischen Bitter von Hovell zu Stockheim und Beckendorf, Kanoniker, Senior und Kustos zu Wimpfen, einerseits und Arnoldt von Boemer zu Cobbing, Geisteren und Aldenhoven, kaiserl. Reichshofrat, kurfürstl. kölnischer und fürstl. osnabrückscher Rat, Kammerherr, Marschall und Drost zu Fürstenau und Fürden, wie auch seiner Ehefrau Catharina geb. von Splinter andererseits verhandelt und beschlossen worden, dass Boemer dem Bitter von Hovell in seiner gegen Johan von Bruggeney gen. Hasenkampf erstrittenen Lehnsache gehörigen Orts und nach Erfordernis der Sache behilflich ist, damit er bei seinem erlangten Recht und Besitz des Stockumer Lehnguts, nämlich des Amts und Gerichts Stockum und dessen Zubehör, wie es Hövells Vorfahren besessen haben, möglichst geschützt und ihm in dem Prozeß über die ihm zum Teil gehörigen Allodialgüter geholfen werde. Dafür hat Hovell ‚aus verwandtschaftlicher affection‘ versprochen, dass Boemer genanntes Lehngut mit Bewilligung der Lehnfrau erhält und auch seine sämtlichen Beckendorfer allodialen Güter mit allen zugehörigen Rechten und Lasten an Herrn und Frau von Boemer zediert, wofür Boemer ihm, Hovell, eine sichere Geldsumme zur bestimmten Zeit entrichten soll, jedoch mit dem Vorbehalt, dass Hovell Zeit seines Lebens die Güter nutzen kann, wie solches verzeichnet und von beiden Kontrahenten unterschrieben worden ist und dem zufolge Boemer bereits einen Teil des Geldes vorgeschossen hat. Es ist auch bereits erreicht worden, dass Boemer mit Einwilligung Hovells auf seine Kosten mit Stockum und allem Zubehör so wie die von Hovell von alters her belehnt worden ist.

Um ganz sicher zu gehen, schließen nun beide Parteien einen weiteren Vergleich, wonach Hovell die Belehnung Boemers nicht nur bewilligt und gutheißt, sondern auch beide Parteien des Besitzes und des Nießbrauchs auf alle Fälle sicher sind. So lässt Hovell nicht allein seinen Schwager und seine Nichte von Boemer in den Besitz des Lehns samt Zubehör, wie er es zur Zeit besitzt und vermöge Urteil bekommen wird, ‚wurklich mitkommen und intreten‘, sondern überträgt auch an Boemer auf die erhaltene Belehnung hin die Realpossession, wie er sie zur Zeit hat und bekommen wird, und zwar so, als wenn er sie selbst gebrauchen und genießen würde. Deshalb sollen ‚alle Offizianten der Herrlichkeit und Justitien zu Stockum beiden, so woll dem von Hovell als von Boemer‘ vereidigt und alle Einkünfte und Gefälle der Jurisdiction und Güter zwischen ihnen beiden gleich geteilt und ausgefolgt werden. Den Offizianten wie auch den Pächtern der Lehngüter und den Lohnleuten, die die Afterbelehnung erhalten haben, soll angesagt und eingeschärft (ingebonden) werden, dass sie alle samt und sonders kraft dieses Beschlusses allein Bitter von Hovell, nach seinem Tode aber Herrn und Frau von Boemer und niemand anders als ihre Herrschaft anerkennen, ihnen treu und hold, gehorsam und pflichtschuldig sein sollen. Hovell soll sofort Boemer ein Verzeichnis aller zu den Gütern gehörigen Schriften, Briefe und Siegel zustellen und sich mit ihm über die Aufbewahrung derselben einigen. Dagegen verzichtet Boemer samt seiner Gemahlin auf die Jahresrente von 1000 Rtlr., die ihr Schwager und Vetter von Hovell in dem am 6. April 1629 geschlossenen Vertrag versprochen hatte und gelobt, die unter ihnen verabredeten Kaufs-, Cessions- und Vertragspfennige, soweit sie noch nicht entrichtet sind, zu bezahlen.

Beide Parteien, einer dem andern, geloben an Eidesstatt bei Verpfändung aller ihrer Habe und Güter, vorstehenden Vertrag zu halten und begeben sich aller nur denkbaren Einreden und Ausflüchte, die dem Vertrag zuwider sein könnten. Sie wollen ihre Lehnfrau und auch ihren Landesfürsten ersuchen, den Vertrag zu autorisieren und zu bestätigen. Zeugen: Petrus von Bulderen, Lizentiat der Rechte und Syndikus der Stadt Collen, wie auch Bernhardt Vierdenhalven, Lizentiat der Rechte und Advokat zu Münster.“

Bitter de Hüvele zu Beckedorf vererbpachtete entsprechend ab 1630 das Gut für jährlich 7.000 Taler an Arnold Freiherr von Böhmer. Eine Quittung vom 2. Juli 1637 bestätigt:

„Bitter von Hovell, Custos und Senior des Stifts Wimpfen im Thal, quittiert den Eheleuten Arnoldt Freiherrn von Bömer und Catharina geb. von Splinter, seinem Schwager und seiner Base, nachdem sie in einem am 20. Juli 1631 gegebenen Revers sich verpflichtet haben, für die abgetretenen Stockumschen Lehn- und Beckendorfschen Allodialgüter eine gewisse Geldsumme zu bezahlen, den Empfang dieser Gelder. Er behält sich vor, dass ihm die Käufer Zeit seines Lebens jährlich die versprochenen 60 Reichstaler zahlen und seine Schuld an Herman von Merfeldt zu Westerwinkel und dessen Mutter, eine Kapitalschuld von 500 oder 600 Rtlr., mit den aufgelaufenen Zinsen aber eine Gesamtschuld von etwa 1000 Rtlr., abstatten oder sich mit Merfeld darüber vergleichen und sich die diesbezügliche Obligation aushändigen lassen.“

Arnold von Böhmer gewann die Äbtissin von Herford für sich. Am 14. Januar 1647 belehnt dann Sidonia Gräfin zu Oldenburg und Delmenhorst, Fräulein zu Jever und Kniphausen, Äbtissin des kaiserlichen freien weltlichen Stifts Herford, Frantz Wilhelm Freiherrn von Boymer und zu Rimburg mit dem gesamten Amt und Gericht zu Stockum, vertreten durch Bernhard Vierdenhalben, Lizentiat der Rechte und Ratsverwandten der Stadt Münster.
Der Streit um die Stockumer Güter wurde zwischen den Böhmers und den Brüggeneis fortgesetzt, zu sehen in einer Urkunde von 1649:

„Ratification B wegen Überlassung der Stockumschen Güter zwischen Witwe Johanna von Hasenkampf und Witwe Catharina Freifrau von Boemer

Enthält: Die Witwe Johanna von Hasenkampf geb. von Aldenbockum, Caspar von der Bruggeney genannt Hasenkampf, Domherr zu Bremen und Hildesheim, und Sophia Gertrud von der Bruggeney genannt Hasenkampf aus dem Hause Stockum und Weitmar bekunden, dass ihr verstorbener Ehemann resp. Vater Johan von der Bruggeney genannt Hasenkampf, Herr zu Stockum und Weitmar, mit dem verstorbenen Arnold Freiherrn von Boeymer und zu Rimburg wie auch dessen Sohn Frantz Wilhelm vor geraumer Zeit wegen der Stockumer Allodial- und Feudalgüter schweren Streit geführt haben. Auf Grund eines vom Kurfürsten zu Köln an den Fürstbischof zu Osnabrück, den Dompropst zu Paderborn und Kanzler Buschmann erteilten Auftrages habe man aber am 4. Mai 1648 und am 11. August dieses Jahres 1649 einen Rezeß und Vergleich geschlossen, deren Ratifizierung und Genehmigung nun erforderlich ist. Es sollen daher hiermit diese zwischen der Witwe Catharina Freifrau von Boeymer geb. Splinter und ihrem Sohn Frantz Wilhelm Freiherr von Boeymer einerseits und dem Sohn und Bruder der oben Genannten, Johan von der Bruggeney genannt Hasenkampf, andererseits geschlossenen Rezesse ratifiziert und genehmigt sein, die man nun bei Unterpfändung von Hab und Gut fest und unverbrüchlich zu halten verspricht.“

Am 12. März 1650 wurde Frantz Wilhelm Freiherrn von Boeymer und zu Rimburg, vertreten durch Dethmarus Klepping, von Elisabeth Louyse Pfalzgräfin bei Rhein, Herzogin in Bayern, zu Gülich, Cleve und Berge, Gräfin zu Veldenz, Sponheim, der Mark und Ravensberg, Frau zu Ravenstein, Äbtissin des freiweltlichen Stifts Herford, mit dem Amt Stockum belehnt.
Am 1. September 1656 heißt es in einer Urkunde:

„Frantz Wilhelm Freiherr von Boeymer und Rimburg, Herr zu Stockum, teilt mit, dass Christoph Bernhardt Bischof zu Münster, sein Landesfürst, einen allgemeinen Lehntag ausgeschrieben habe, er ‚aber tragender militar charge und anderer Verhinderungen halber‘ sich dort nicht einfinden könne. Er bevollmächtigt daher Detmar Klepping, in seinem Namen auf dem Lehntag zu erscheinen und die Belehnung des von dem von der Bruggeney genannt Hasenkamp an ihn erhandelten und von seinem Landesfürsten lehnrührigen Zehnten in der Herrlichkeit Stockum zu gesinnen, zu empfangen, darüber die althergewohnten Solemnia zu praestieren und alles zu tun, was er selbst tun würde.“

Schließlich erfolgte ein Urteil des Reichskammergerichts zu Wetzlar, mit dessen Vollstreckung der Fürstbischof von Münster beauftragt wurde. Der Streit endete damit, dass der Fürstbischof von Münster, Herzog Ernst von Bayern, Militär entsandte, welches den Kaspar von Hassenkamp erschoss, der versucht hatte, sich mit Gewalt zu widersetzen. Sein Bruder wollte sich rächen. Er hatte schon Gehilfen für den Mord an Frau von Böhmer gedungen. Doch der Bischof von Münster wurde es frühzeitig gewahr und ließ den Anstifter von Hassenkamp ins Gefängnis nach Warendorf bringen.
1696 wurde ein neuer Prozess eingeleitet. Als Stockum 1726 durch Erbschaft an den Grafen von Ligneville kam, stellte sich wieder ein Werner Hassenkamp dem neuen Besitzer entgegen. Auf beiden Seiten wurden mehrere Leute erschossen. 1730 wurde von Hassenkampf zu Wetzlar endgültig abgewiesen. Damit war der Streit endgültig gegen die Familie von Hassenkampf entschieden, das Schicksal der Familie de Hüvele zu Stockum und Beckedorf endete.
Nach einer Erbteilung, bei der Ligneville Stockum und Beckedorf erhielt, kamen diese Güter um 1800 an den Grafen von Gourci, der sie 1809 durch Verkauf zersplitterte. Den Burgplatz und die Güter zu Stockum erwarb 1810 der Graf von Westerholdt.
Im Laufe des 20. Jahrhunderts verfiel das Gut dann zusehends. Der alte Spieker bei der Vikarie, von dem noch Bilder existieren, wurde um 1939 abgebrochen.
Das Gutsarchiv wurde 1952 von der Stadt Dortmund erworben und 1994 im Stadtarchiv Werne deponiert.
Der Archivbestand umfasst 280 Urkunden (1360–1804); ca. 550 Akten = 57 Kartons (15.–19. Jhdt.).
- Inhalt: Familiensachen von Hövel, von Ascheberg zu Byink, von der Brüggeney gen. Hasenkamp, von Boehmer, Grafen von Ligneville und Gourcy, von Boenen, Grafen von Westerholt;
- Lehnssachen; Herrlichkeit Stockum (Gericht, Kirche, Schule); Finanzen; Prozesse; Haus Beckendorf; Güter Brabeck und Köbbing; Güter des Stifts Herford in Schöppingen, Laer, Rheine; Kirchspiele Hoetmar, Sendenhorst.

### Burg Hugenpoth
Die erstmals 1305 urkundlich erwähnte Burg Hugenpoth lag gegenüber der Burg Stockum auf einer Lippeinsel. Wenn man den Burgplatz aufsuchen möchte, muss man sich von der Landstraße aus, die am Gersteinwerk vorbeiführt, nach Süden wenden. Nachdem man die Werner Bahn überquert und eine alte Schleusenanlage passiert hat, geht es weiter über die Lippe bis zur Kanalbrücke, über die der Weg nach Sandbochum führt. Die Kanalbrücke darf nicht überquert werden, stattdessen schlägt man den Weg in nördlicher Richtung ein. Nach einigen hundert Metern und Durchquerung eines alten Lippearmes gelangt man auf den Burgplatz.
Die hohen, aus dem alten Flussbett aufsteigenden Mauern, die die Zugbrücke trugen, sind heute noch zu sehen. Die Steilufer des Flusses müssen schon an sich einen guten Schutz gewährt haben, der noch durch Burganlagen verstärkt wurde. Ein kümmerlicher Rest von Mauerwerk und die auf dem ganzen Platz verstreuten kleinen Brocken von grünem Sandstein und Ziegeln sowie die Dachschieferstückchen und Glas von Butzenscheiben lassen kaum noch etwas von der ursprünglichen Burganlage ahnen.

#### Familie von Stockum
Haus Stockum (Burg Hugenpoth) stand zunächst im Besitz der Familie von Stockum. Im Jahre 1290 wurde es dann an die Familie von Hövel verlehnt. Erste Lehnsträger waren Godfried de Hüvele und sein Sohn Hermann. Lehnsherrin war die Äbtissin des Klosters Herford. Das adelige Haus Stockum war von jeher von der öffentlichen Gerichtsgewalt befreit. Jeder Belehnte des Hauses Stockum war auch Ministerialer (Beamter). Ihm oblag die Eintreibung und Überführung der Kornabgaben sowie die Beschaffung des Mess- und Tischweins für das Kloster Herford.

#### Familie de Hüvele aus Hövel
Familie de Hüvele aus Stockum ist ein Seitenzweig der Familie de Hüvele aus Hövel. Sie stand ab etwa 1300 in direkter Nachfolge aus dem Haus Hövel. Die de Hüvele aus Stockum hatten schon früh eine selbständige Stellung erlangt. So übten sie Herrschaftsrechte über die bäuerlichen Höfe im eigenen Namen kraft Lehnsrecht aus. Ihnen stand auch das Gerichtswesen zu. Als äußeres Zeichen der Macht der Familie de Hüvele zu Stockum bauten sie auf der Lippeinsel die Burg Hugenpoth. Um die Bauern vor Übergriffen durch Godfrid de Hüvele zu Stockum zu schützen, erließ die Äbtissin zu Herford das Hofrecht für die Bauern von Stockum, die ihr lehnspflichtig waren – sie hatte das sogenannte Afterlehen (Leben aus zweiter Hand) inne. Im Laufe der Zeit kauften sich die Herren de Hüvele verwilderte Höfe. So entstand neben dem „Feudum“ (Lehnsgut) ein „Allodial Gut“ (frei von Abgabe). Im Laufe der Zeit sollen sich die Herren de Hüvele eine dritte Burg erstellt haben, und zwar dort, wo heute die Kirche zu Nordherringen steht. Diese Burg sollen die Dortmunder schon früh niedergebrannt haben. Neben der Urburg in Stockum ließ Lambert de Hüvele um 1307 (alternative Angabe: 1357) eine Kapelle errichten. Die Genehmigung erhielt er vom Erzbischof Heinreich von Köln.
Von 1290 bis 1400 bewohnten die Herren de Hüvele die Burgen in Stockum. Die Adelsfamilie hatte je eine Burg auf märkischem und münsterischem Boden sowie einen Amtshof im münsterischen Raum. Sie musste also in beide Richtungen lavieren und geriet zwangsläufig in den münsterisch-märkischen Grenzkonflikt an der Lippe. Für die Grafen von der Mark war es äußerst wichtig, die Lippeinsel Stockum fest in der Hand eines verlässlichen und märkischen gesinnten Adeligen zu wissen. Deshalb erzwangen sie ein Öffnungsrecht, das ihnen einen wichtigen Stützpunkt gegen Münster gab. Die Stockumer Burgherren mussten ihren Sitz den Märkern offen halten und in Kriegszeiten eine märkische Besatzung in Kauf nehmen. In einer Urkunde aus 1392 wird der Hof unter den Absteigequartieren der Grafen von der Mark aufgeführt, er fehlt jedoch in ihren Lehnsregistern aus der gleichen Zeit.
Die wichtige Grenzbefestigung war in Fehden und Kriegen heiß umkämpft. Während der Dortmunder Fehde, namentlich am 13. November 1388, steckten Dortmunder Söldner die Burg an, brandschatzten sie und erbeuteten 36 Gulden.

#### Grafen von der Mark und ihre Vasallen
Eine Urkunde aus dem Jahre 1392 benennt den Hof zu Stockum als Absteigequartier der Grafen von der Mark. In ihren Lehnsregistern aus der gleichen Zeit war das Gut dort aber noch nicht aufgeführt. Erst um 1400 ging die Burg ins Eigentum des Grafen von der Mark über. Damit war Burg Hugenpoth in Stockum für die Familie de Hüvele verloren, die von nun an nur noch die Urburg in Stockum bewohnte.
Nach dem Tod des Münsteraner Bischofs Heinrich II. von Moers 1450 kam es zum Streit um die Besetzung des Bischofsstuhls zwischen seinem Bruder Walram von Moers und dessen Familie einerseits sowie Erich von Hoya und dessen Familie andererseits (Münsterische Stiftsfehde). Junkert Ervert von der Mark, ein Anhänger Johann von Hoyas, unternahm im Oktober einen Beutezug in das Moers-freundliche Ahlen. Dort fing er 300 Kühe ein und trieb sie bei Stockum über die Lippe auf Kamen zu. Dazu nahm er die Burg ein und schlug eine Brücke über die Lippe.
Der Graf von der Mark belehnte die Familie von der Layghe bzw. von der Laege, die bis 1463 auf der Burg lebte; Cord von der Laege hatte bis zu diesem Jahr die Burg für 1.000 Gulden in Pfandherrschaft. Gegen 500 Gulden handelte Graf Gerhard von Kleve-Mark ihm die Burg wieder ab. Der Landesherr konnte die Rechnung aber nicht begleichen. Deshalb schoss Dietrich von Hövel ihm die Hälfte vor. Zur Belohnung erhielt er die väterliche Stammburg als Lehen zurück. 1469 beging entweder Dietrich oder ein Godeke (Gottfried) von Hövel einen gewaltsamen Totschlag, woraufhin ihm das Lehen entzogen wurde. Dies gab den Herzögen von Kleve die Gelegenheit, die Burg an eine zuverlässigere Familie zu vergeben.

#### Familie von Knipping
Die Knippings verdanken ihren Aufstieg landesherrlichen Beamtendiensten. Bis zur Mitte des 15. Jahrhunderts waren sie eine kleine Adelsfamilie ohne Rang und Namen und traten kaum in Erscheinung, außer durch gelegentliche Urkundenbezeugungen und einige Rechtsgeschäfte. Zu einer Zeit, als die meisten Adelsfamilien von Abstieg und Zerfall überschattet waren, gelang den Knippings der Aufstieg an die Spitze des märkischen Adels. Mit Gerd Knipping (1427 – 1455) gelangte das Amt des Drosten für 150 Jahre in die Familie. Fünf Generationen der Familie Knipping verwalteten das Amt Hamm, gewannen Ruhm und Ansehen und erwarben weitere Höfe und Ländereien zu der Grundherrschaft Stockum. Das Geschlecht derer von Knipping war besonders in der Gegend von Wetter (Ruhr) berühmt.
Um 1470 belehnte der Herzog von Kleve und Mark die Güter des Hauses Stockum an seinen Lehnsmann Ritter He(i)nrich von Knipping zu Lohausen (1462 – 1480), der das Drostenamt (Amtmann) von Hamm innehatte. 1491 setzten sich Rat und Domkapitel der Stadt Münster für die Lehnsrechte des Undersaten des gestichts van Münster Gerd von Hövel ein, was das Vertrauen der Märker zu den münsterisch-märkischen Grenzgängern von Hövel weiter schwinden ließ. Die Grenze an der Lippe lag auch zu dieser Zeit immer noch nicht endgültig fest. Die Gefahr, dass die Burg über einen münsterischen Untertanen an die Bischöfe von Münster gelangte, war den Herrschern der Mark zu groß. Henrich Knipping als neuer Lehnsnehmer der Burg wandte diese Gefahr nunmehr ab.
Für 1.100 Gulden musste der Landesherr ihm und seinem Sohn He(i)nrich (1497 – 1543), Droste zu Hamm und Wetter, das Haus zu Stockum und die zugehörigen Güter überlassen. Seit der Familie de Hüvele das Lehen entzogen worden war, verfügten die Herzöge von Kleve nicht nur über das Haus Stockum, sondern auch die Herforder Unterhöfe im Märkischen. Zunächst übersahen die Herforder diese Eigenmächtigkeit. Außerdem wurden die Unterhöfe der Grafschaft Mark in den Lagerbüchern geführt. Spätestens zu Beginn des 17. Jahrhunderts war der Verlust der Höfe offenkundig und unwiderruflich. Fortan beschränkte sich die Herrschaft Stockum ausschließlich auf das münsterische Territorium.
He(i)nrichs Enkel und sein Nachfolger im Drostenamt war Viktor von Knipping (1508 – 1573), der an der Stelle der alten Burg ab 1564 mit dem Bau eines neuen Renaissanceschlosses begann, der von seinem Sohn Dietrich fortgesetzt wurde, der wie sein Vater Amtsmann zu Hamm war. Das Bauwerk riss den humanistischen Chronisten Heinrich von Hövel zu begeisterten Versen hin:
Die Burg ist herrlich, jedoch erhabner noch der Held,

v. Knippink, Viktor, der einmals dieselbe hat erbaut.

Die Burg, im Fundamente fest und im Gefüge,

ragt stolz empor mit hohen trutz´gen Mauern,

und darf als Feind den besten in dem Lande kühn erwarten.

(Übersetzung aus dem Lateinischen)
Mit Viktor Knipping erreichten Glanz und Reichtum des Geschlechts ihren Höhepunkt. Er war Amtmann des Amtes Hamm, märkischer Landfester, Klevischer Geheimer Rat und ab 1568 schließlich Obrist und Befehlshaber des Westfälisch-Niederrheinischen Kreises. Viktor hielt sich häufig am Klevischen Hofe auf. 1562 gehörte er in Frankfurt zum engsten Gefolge Herzog Wilhelms.
Da die Steuern nur spärlich und unregelmäßig eintrafen, musste er seinen Amtsgeschäften immer wieder aus eigenen Mitteln nachhelfen. Die meisten landesherrlichen Einnahmequellen waren verpfändet. Der Herzog litt regelmäßig unter Geldproblemen. 1547 mahnte Viktor seinen Herrn an, die ihm vorgestreckten Gelder zurückzuzahlen.
Knipping hatte trotzdem noch genügend Mittel, um Höfe, Ämter und Gerechtsame aufzukaufen. 1555 wurde er Anwärter auf das Schultheißenamt des Oberhofes Pelkum. 1561 kaufte er den Langen Kamp, 1604 das Gut Brinkhof mit Unterhöfen und Kotten. Viktors Frau, Betrix von Wüllen, brachte einen Lehnsanspruch auf den klevischen Zehnten zu Ochtrup im Kirchspiel Sandwell, Stift Münster, in die Ehe ein. Zwar hatte sein Schwiegervater den Antrag gestellt, seinem Enkel Bernd van Hoevel d. J. den Zehnten zu überlassen, doch konnte Viktor Knipping dank seiner guten Beziehungen zum klevischen Hofe die Belehnung für sich durchsetzen.
Mit Ausnahme des halben Schürmannshofes waren im 18. Jahrhundert alle Sandbochumer Höfe von Stockum abhängig. Einige wurden bereits von Heinrich Knipping d. J. erworben. Die übrigen haben wohl Viktor oder sein Sohn Dietrich angekauft.
Dietrich Knipping, der letzte seines Geschlechtes auf Stockum, wurde 1574 als Droste des Amtes Hamm bestätigt. Er repräsentierte die märkische Ritterschaft bei der Hochzeit Maria Eleonoras von Kleve mit Herzog Albrecht Friedrich von Preußen zu Düsseldorf.
1575 bestimmte ein Grenzvertrag zwischen Münster und Mark über die Stockumer Brücke, es stehe den Märkern frei, den zerfallenen Übergang wieder aufzubauen.
Heinrich von Hövel widmete Dietrich von Knipping einen Platz in seinem Katalog bedeutender, gelehrter Männer Westfalens:
Zu Lebzeiten tat sich Dietrich Knipping zu Stockum glänzend hervor. Droste des Amtes Hamm, dem angesehensten Fürsten Herzog Wilhelm von Kleve ein ausgezeichneter Ratgeber. Fürwahr, ein Mann voll Klugheit, in vielen Dingen gleichermaßen gebildet, das Rechtswesen zumal nicht ausgenommen. Als junger Mann studierte er auf zahlreichen Akademien Deutschlands, Italiens und Frankreichs, eines Cato würdig, überdies mit den seltensten Geistesgaben ausgezeichnet und deswegen zu den bedeutendsten Männern zu zählen. Er verschied, als ihn der grimmige Februar zu Kleve plötzlich überfiel, innerhalb von zwei Tagen 1607 im Alter von 76 Jahren (aus dem Lateinischen).
Mit Dietrichs Tod im Jahre 1607 erlosch der Knippingsche Mannesstamm auf Stockum. Infolge der Heirat seiner Schwester Clara mit Johann von Hugenpoet zum Gosewinkel, der die Tradition der Verbindung Stockums mit der Hammer Drostenstelle fortsetzte, kam das Anwesen an die Hugenpoets, deren Name sich später auf den Stockumer Burgplatz übertrug. Über Engel Elisabeth Christine von Hugenpoet, die 1693 Johann Adolf Stephan von Berchem zu Werdingen geheiratet hatte, gelangte das Haus an ihren Sohn Johann Friedrich Mordio von Berchem.

#### Familie Hugenpoth
Auf die von Knipping folgten 1607 die von Hugenpoth, von denen die Burg ihren neuen Namen erhielt.
Markgräfin Leonora von Brandenburg sorgte 1591 dafür, dass ihr Vater, der Herzog von Kleve, Johann Hugenpoth als Amtshelfer seines Onkels Dietrich Knipping einstellte. Hugenpoth war zunächst Amtsverwalter, wurde 1607 nach Knippings Tod jedoch als Amtsmann zu Hamm bestätigt. Heinrich von Hövel urteilt über ihn:
Joannes Hugenpoet in Gosewinckel schätzte man als einen Menschen, dem die Wissenschaft nicht gleichgültig war. Mit seinem jüngeren Bruder Wilhelm, einen Mann größeren Fleißes und sehr belesen, der vor nicht langer Zeit aus dem Leben gerissen wurde, hatte er sich seit seiner Kindheit der lateinischen Sprache verschrieben. Er trat in die Fußspuren seines Onkels Dietrich Knipping, eines in theoretischen und praktischen Verwaltungsangelegenheiten unvergleichlichen Mannes. Gegenwärtig amtet er als Droste zu Hamm. (aus dem Lateinischen).
Um 1600 erreichte auch Haus Stockum den Scheitelpunkt seines Wohlstandes. Johann Hugenpoth erwarb noch 1607 den Dalhof zu Flierich als märkisches Lehen. Gleichzeitig jedoch verwickelten ihn die Knippings zu Hackfurt in einen kostspieligen Erbschaftsprozess. Seit dieser Zeit ging es mit Haus Stockum bergab. Der wirtschaftliche Niedergang resultiert aus den gleichen Ursachen wie später bei den Torcks zu Nordherringen. Der Älteste übernahm das Haupthaus gegen hohe Abfindungssummen. Seine Geschwister klagten ihre Auszahlung ein, der Prozess zog sich jedoch in die Länge. Neben den Geschwistern waren nunmehr auch Sohn und Enkel abzufinden. Die Schuldenlast vervielfältigte sich dadurch. Einzelne Güter mussten abgestoßen werden, um die hartnäckigsten Gläubiger zu befriedigen. Dadurch schrumpfte die Grundherrschaft zusammen.
Viktor Knipping hatte 1544 versprochen, seinen Bruder Henrich mit 5.300 Gulden abzufinden. Er erweiterte die Grundherrschaft in Stockum beträchtlich und baute ein prächtiges Schloss. Dadurch blieb ihm nicht mehr genug Geld, dem Bruder sein Erbteil auszuzahlen. Fünfzig Jahre später stand noch die Hälfte der Summe aus. In mehreren Prozessen zu Kleve und Speyer setzte die Erbengemeinschaft von Boenen als Nachfolger Henrich Knippings ihre Ansprüche durch. Den Knippings blieb nur das hypothekenbelastete Haus Stockum einschließlich des 1604 erworbenen Brinkhofs. Das Lohaus mit dem Lehen Gronewich (Schulze zur Wisch) gelangte über Henrich Knipping d. Ä. (1622) und Franz Albert von Aschebrock (1652) an die Familie von Brabeck (1661 – 1755). Die Knippingschen Güter im Raume Bochum mit dem Haus Grimberg gingen an die Familie von Westerholt.
1617 trat Dietrich Hugenpoth die Erbschaft seines Vaters an. Dabei musste er das Haus Stockum gegen die Ansprüche der Sibylla von Westerholt und Georgs von Boenen behaupten. Von höchster Stelle sprach ein Urteil Georg von Boenen das Haus zu. Dietrich heiratete daraufhin Alstein von Boenen und erhielt dadurch die Rechte an dem Hause Stockum, wodurch er es für seine Familie rettete.
Im Dreißigjährigen Krieg wurde die Burg mehrfach besetzt und gebrandschatzt. Dietrich von Hugenpoth konnte 1633 sein Lehen nicht erneuern, weil die Burg ausgeplündert worden war und sich in einem verkommenen Zustand befand.
1675 brachte Wilhelmine Sophie von Neuhof statt einer Mitgift in bar einen Schuldennachlass von 3.000 Rthlr in ihre Ehe mit Giesbert Alexander von Hugenpoth ein. 1696 wurde eine Mitgift für Gudula Johanna von Hugenpoth in Höhe von 3.000 Rthlr vereinbart. Ihr Ehemann Johann Moritz von Düngelen sah davon bis 1715 keinen Pfennig. Weitere Erbschaftsverpflichtungen trieben die Schulden des Hauses Stockum auf 11.000 Rthlr. Trotzdem bedachte Gisbert Alexander testamentarisch seine Frau und seine Kinder mit Summen zwischen 400 und 4.000 Rthlr.
Johann Adolf Stephan von Berchem zu Werdringen, der seit 1693 mit der Erbtochter Engel Elisabeth Christine von Hugenpoth verheiratet war, konnte mit dieser riesigen Schuldenlast nicht alleine fertigwerden. 1725 war die Forderung der Familie von Düngeln auf 12.573 Rthlr angewachsen. Die Gläubiger überwachten jeden Geschäftsgang ihrer Schuldner. Die Berchems waren auf diese Weise völlig in ihrer Hand. Schließlich ordnete Familie von Düngelen an, sofort alle auf dem Haus Stockum haftenden Schulden zu tilgen. Die Berchems konnten dieser Forderung nur durch den Verkauf einzelner Güter nachkommen, um wenigstens den Rest zu halten. Seit 1725 waren alle Stockumer Güter verpfändet. 1742 erwarb Robert Nettler, ein Kaufmann aus Unna, für 8.200 Rthlr die Stockumer Lippeweiden, den Großen Plack und den Kuhkamp.
Damit war der Bestand des Hauses für einige Jahrzehnte gesichert. Nächster Inhaber des Hauses Stockum war Johann Adolf Stephan von Berchems Sohn Johann Friedrich Mordio von Berchem (1723 – 1775). Ihm fielen aus der Erbschaft Friedrich Christians von Beverfoerde-Weldern 11.000 Rthlr zu. Im Vorgriff auf diese Erbschaft hatte die Familie allerdings so viele Schulden aufgenommen, dass sich ihre Finanzlage kaum besserte.
Haus Stockum war im Jahre 1768 samt seinem Zubehör einschließlich Brinkhof und 27 Höfen und Kotten mit 58.375 Talern veranschlagt; zu dieser Zeit war es bereits mit 34.588 Talern belastet.
Die Berchemer Erbin Anna Sophia, Ehefrau des Geheimen Kriegs- und Domänenrats Werner Friedrich Abraham von Arnim zu Hamm und Freifrau von Arnim, die als tatkräftig und klug geschildert wird, schob den Ruin des Hauses Stockum nochmals um zwanzig Jahre hinaus. Sie verwaltete ab dem Jahre 1776 das Gut für ihren minderjährigen Sohn und wurde 1778 selbst belehnt. Am Ende konnte sie den Besitz dann nicht mehr halten.
1796 läuteten die Gläubiger die Zwangsversteigerung ein. Der bis dahin noch zusammenhängende Besitz wurde zerschlagen. Er kam teils in bürgerliche, teils in bäuerliche Hände. Die Schlossstelle und die bei der Markenteilung 1777 zugewiesenen 64 Morgen Wald wurden für 25.000 Taler durch Gisbert Freiherr von Romberg auf Brünnighausen (Lerche, Romberger Tannen) ersteigert. Man fasste zunächst ins Auge, anstelle des überflüssig gewordenen Gutsgebäudes ein zweckmäßigeres, kleines Haus zu errichten. Diese Pläne wurden jedoch nicht in die Tat umgesetzt. Nach einer Bestandsaufnahme von 1794 war das massive, schiefergedeckte Herrenhaus 102 Fuß lang und hatte je 34 Fuß Breite und Traufenhöhe. Es muss einen großen Saal besessen haben und befand sich 1794 noch in einem guten baulichen Zustand. Von Romberg vermietete es zunächst an den Oberstleutnant von Heemskerk.

#### Verfall der Burg
Etwa ein Jahrzehnt später gelangte Haus Hugenpoth durch Heirat an die Familie von Bergheim, die es nicht mehr bewohnte, sondern dem Verfall überließ. 1808 dienten die Räume des Haupthauses dem Pächter zur Aufschüttung von Korn. 1824 galt es als sehr baufällig. Wenig später waren alle Fenster herausgerissen und keine Tür mehr in den Angeln.
Am Anfang des 20. Jahrhunderts waren, wie Schwieters berichtet, noch ansehnliche Ruinen – Mauerreste von 7,5 m Höhe mit Tür- und Fensteröffnungen, Kellergewölben und Treppen – vorhanden. Der Burgplatz war zu dieser Zeit im Besitze des Herrn von Romberg.
Heute sind an dieser Stelle nur noch unbedeutende Mauerspuren zu finden. Den Rest bedeckt der Rasen.

## Erhaltungszustand
Burg Stockum und Burg Hugenpoth sind heute Bodendenkmäler, an dessen Erhaltung ein öffentliches Interesse besteht. Wissenschaftliche Gründe sprechen für die Erhaltung, da die frühe Geschichte der Burgen sicherlich noch mit Resten im Boden erforscht werden kann.

## Bedeutung der Burgen für Herringen
Die Besitzer von Haus Stockum teilten sich mit den Torcks die Weideherrlichkeit in der Herringer Gemeinheit. Neuansiedlungen in der Heide konnten nur mit ihrer Genehmigung vorgenommen werden, ebenso Veränderungen in der Heide, Wegeanlagen, Übertretungen und Schüttungen. So gaben beispielsweise die Häuser Stockum und Nordherringen 1705 dem Freiherrn von der Recke zu Reck die Erlaubnis, eine Allee vom Haus Reck durch die Herringer Mark bis zur Bever zu pflanzen. In Pachtverträgen und Gewinnbriefen ließen sich die Herrscher von Haus Stockum ihre Weidegerechtigkeit ausdrücklich bestätigen.
Ihre Weideherrlichkeit verlor Haus Stockum dann bei der Vereinzelung. Die Herringer Bauern bestritten ihm das Recht der Schafdrift. Für unerlaubte Schafdrift im Hammer Westenmersch, wo Stockum früher die Fischerei innehatte, errechneten sie 1821 einen Schaden von 47 Thlr 26 gr. Die Fischerei auf der Lippe östlich der Torckschen Lippebrücke und ein Stück Heuland gingen 1432 über Hermann von Neheim an Gerd Knipping. Von 1577 bis 1598 hatte sie der Hammer Bürger und Wirt Jost Hülshoff vom Hülshoff in Herringen gepachtet. Danach übertrug der Landesherr die Fischerei der Familie von Galen auf Haus Ermelinghof.
Unmittelbaren Einfluss auf die Gemeinde Herringen nahmen Familie Hugenpoth und Familie Bechem nach 1604, als sie den Binkhof mit den Herringer Höfen Hülshoff, Helmig und Hilbk aufkauften.
In kirchlichen Angelegenheiten gaben die Herren des Hauses Stockum ihre Stimme bei der Wahl der Gemeindebeamten und der Prediger ab. Um die Wende des 16. Jahrhunderts ließ Johann von Hugenpoth seine Ehefrau Anna von Pentling und ihre dreijährige Tochter Clara Anna in der Herringer Kirche beisetzen. Zu ihrem Gedächtnis wurden prunkvolle Epitaphien in der Werkstatt des münsterischen Bildhauers Hans Lacke gearbeitet. Etwa zeitgleich bekam die Kirche eine Wappentafeln von Jülich, Kleve, Berg, Mark und Ravensberg, Amtszeichen und Hoheitssymbol der Amtsmännerdynastie Knipping-Hugenpoth. Von den Hugenpoths stammt die einzige Armenstiftung von adeliger Hand. Frau von Hugenpoth, geborene von Beringhausen, überwies 100 Rthlr, Dietrich Hugenpoth weiterer fünfzig. Für die jährlichen Zinsen hatten der Binkhof und der Hülshoff aufzukommen. Die Berchems haben in religiösen und politischen Gemeindeangelegenheiten kaum noch ein Mitspracherecht geltend gemacht. In Sandbochum blieb der Einfluss des Hauses Stockum bis in das 19. Jahrhundert nachhaltig spürbar. Stockum war hier größter Landbesitzer, Grundherr aller Höfe, Zehnteinnehmer und Weideherr.
Die Insolvenz des Hauses Stockum hatte für Herringen nicht die gleichen umwälzenden Folgen wie der Torcksche Zusammenbruch neun Jahre zuvor. Nur einige Stockumer Besitzungen im Nordwesten der Gemeinde wurden in bürgerliche Hände übertragen. Für die Herringer Höfe der alten Grundherrschaft Binkhof rückten die Unabhängigkeit von gutsherrlicher Bevormundung und der Weg in die Freiheit in greifbare Nähe.